# Stammliste der Lévis
Die Stammliste der Lévis bezieht sich auf das Haus Lévis vom 12. bis zum 20. Jahrhundert.

## Stammliste

### Die Seigneurs de Mirepoix (12.–14. Jahrhundert)
1. Philippe I. de Lévis († vor 1203), 1181/1202 bezeugt, 1181 dominus Philippus de Levies, 1191 Kreuzritter; ⚭ Elisabeth de Palaiseau, 1181/1210 bezeugt
  1. Philippe de Lévis, 1190/1215 bezeugt, 1215 Archidiakon von Dunois
  2. Milon de Lévis, 1201/43 bezeugt, vor 1210 Seigneur de Lévis-Saint-Nom, 1213 Bailli des Cotentin; ⚭ Pétronille († Dezember 1222)
    1. Marguerite de Lévis, 1238/52 bezeugt; ⚭ vor 1238 Jean de Nanteuil († 1271), 1235/68 bezeugt, um 1235 Seigneur de Lévis, 1255 Seigneur de Nanteau

  3. Gui I. de Lévis († Februar/September 1233), 1209 Kreuzritter gegen die Albigenser und Seigneur de Mirepoix und Marschall des Albigeois, 1229 als Seigneur de Mirepoix Vasall des französischen Königs; ⚭ vor 1201 Guiburge († nach November 1234)
    1. Gui II. de Lévis († vor 12. Juni 1261), 1222/55 bezeugt, Marschall des Albigeois, Seigneur de Mirepoix, de Florensac etc., 1245 Seigneur de Montségur; ⚭ (1) Jeanne de Bruyères († vor 1269); ⚭ (2) NN de Foix
      1. Gui III. de Lévis, genannt Guyot († vor 9. März 1301), 1261/98 bezeugt, 1262 Seigneur de Florensac, 1269 Maréchal et Seigneur de Mirepoix, Seigneur de Montségur, de Pomérols, de Plaignes, de Lévis etc., 1270 Kreuzritter; ⚭ vor Juli 1260 Isabelle de Marly († 3. September 1292), 1260/86 bezeugt, Tochter von Bouchard II., Sire de Marly (Sohn von Bouchard I. de Marly), et d’Agnès de Beaumont-en-Gâtinais, Witwe von Robert de Poissy, Seigneur de Malvoisine und Guillaume de Beaumont-en-Gatinais, Seigneur de Passy et de Villemomble
        1. Kinder, 1269 bezeugt
        2. Jeanne de Lévis († April 1306); ⚭ (Ehevertrag März 1277) Mathieu IV. de Montmorency († 13. Oktober wohl 1305), 1271/1304 bezeugt, Sire de Montmorency, d’Écouen, d’Argentan et de Damville, Admiral von Frankreich, 1296 Großkammerherr von Frankreich (Haus Montmorency)
        3. Gui de Lévis, 1280/1305 bezeugt, 1296 Franziskaner
        4. Jean I. de Lévis († 21. Februar 1319), 1295/1318 bezeugt, Marschall des Albigeois, Seigneur de Mirepoix; ⚭ (Ehevertrag 2. Februar 1296) Constance de Foix, testiert 8. September 1332, Tochter von Roger Bernard III., Graf von Foix (Haus Comminges)
          1. Jean II. de Lévis (* 1297/98; † 31. Januar 1369), 1329/61 Seigneur de Mirepoix, Marschall des Albigeois (alias: de Mirepoix), Seigneur d’Ambleville; ⚭ (1) 27. September/27. Oktober 1318 Mathilde de Sully († 29. September 1340), Tochter von Henri, Sire de Sully, Baron de Lunel, Bouteiller de France, und Jeanne de Vendôme (Haus Blois) ; ⚭ (2) (Ehevertrag 26. August 1342) Éléonore de Montaut, Tochter von Siccard de Montaut, Seigneur d’Auterive et de Montaut → Nachkommen siehe unten: Die Seigneurs de Mirepoix (14.–16. Jahrhundert)
          2. Isabelle de Lévis († 5. April 1361); ⚭ (Ehevertrag 21. Februar 1319) Bertrand III. de La Tour  († nach April 1368) (Haus La Tour d’Auvergne)
          3. Roger de Lévis († 17. April 1313), geistlich
          4. Gaston I. de Lévis († 1347), 1308 bezeugt, 1323 Domherr in Amiens, 1329 Seigneur de Léran, Seigneur de Mirepoix (en partie); ⚭ 1336 Aliénor de Sully († 24. Januar 1345), Tochter von Henri de Sully, Baron de Lunel, Bouteiller de France, und Jeanne de Vendôme (Haus Blois), Witwe von Guillaume de Lignières, Vicomte de Mareville, und Vivien de Marézieux, Seigneur de Barbezieux → Nachkommen siehe unten: Die Seigneurs de Léran

        5. Thibaut de Lévis († 19. März 1309), Seigneur de Sérignac et de Florensac (en partie), Baron de Montbrun et de la Penne; ⚭ vor 30. September 1294 Anglésie de Montégut († 1335 vor 28. Oktober), Dame de Montbrun, 1285 bezeugt, Erbtochter von Bernard de Montégut, Witwe von Gui d‘Amplepoz
          1. Thibaut de Lévis († 30. Mai 1387), 1309/16 minderjährig, Baron de Montbrun et de La Penne, 1369 Seigneur de Marly ; ⚭ Séguine de Comminges, genannt d’Espagne, Tochter von Arnaud de Comminges, Vicomte de Couserans
            1. Cécile de Lévis († 1392); ⚭ 1374 (ungültige Ehe) Charles de Comminges, genannt d’Espagne († vor 1392)
              1. Thibaud d’Espagne, genannt de Lévis, 17. April 1379 legitimiert, 1413 Gouverneur von Comminges, 1421 Capitaine von Marmande
                1. Jeanne d’Espagne genannt de Lévis († vor 1447); ⚭ (Ehevertrag 7. Mai 1425) Raimond Roger de Comminges, Seigneur de Soulan, d’Alos et d’Erp

              2. Bertrand d’Espagne genannt de Lévis, 17. April 1379 legitimiert, Erbe seines Großvaters Thibault de Lévis

          2. Gaillarde de Lévis, 1345 bezeugt; ⚭ Guillaume de Narbonne († vor 1345)
          3. Anglésie de Lévis; ⚭ Pierre de Bueil, Seigneur du Bois, 1392/1413 Bailli der Touraine († April 1414) (Haus Bueil)

        6. Pierre de Lévis († 1326 vor 26. August), 1297 bezeugt, Seigneur de Villeneuve-la-Crémade et d’Adjouares, 1303 geistlich, vor 1306 Domherr in Paris, 1306/09 Bischof von Maguelonne, 1309/24 Bischof von Cambrai, 1324/26 Bischof von Bayeux
        7. Philippe I. de Lévis († 18. August 1304), Seigneur de Florensac (en partie), Seigneur de Lautrec; ⚭ (Ehevertrag 19. September 1296, Dispens 3. Juni 1297) Béatrix de Lautrec, Dame de Savignan († 1344/45), Erbtochter von Bertrand II., Vicomte de Lautrec, und Adalasie de Najac, sie heiratete in zweiter Ehe vor 11. März 1311 Bertrand de Goth († vor 1324)
          1. Philippe II. de Lévis, 1309 bezeugt, Seigneur et Vicomte de Lautrec, testiert 1. Oktober 1346; ⚭ (1) 11. September 1329 Éléonore de Châteauneuf d’Apchier († 18. August 1330), Tochter von Guérin V. de Châteauneuf, Sire d‘Apchier, und Gausserande de Narbonne; ⚭ (2) 1336 Jamaigne de La Roche-en-Régnier, testiert 3. August 1359 und 24. Januar 1360, Tochter von Guigue VI. de La Roche und Gillette (Guiote) de Posquières, Dame de Broussah, de Bellegarde et de Jonquières → Nachkommen: Linie Lautrec
          2. Bertrand I. de Lévis, 1327 bezeugt, Seigneur de Florensac (en partie), de Lévis (en partie), de Marly etc., testiert 1382; ⚭ 1336 Jourdaine de La Roche-en-Régnier, Tochter von Guigue VI. de La Roche und Guiote de Posquières
            1. Hugues de Lévis († 1366), Seigneur de Florensac
            2. Philippe I. de Lévis († 1418 vor 1. August), 1383 bezeugt, Seigneur de Florensac, de Lévis, de Marly, de Magny-les-Essarts etc. ; ⚭ 1382 Alix de Caylus, testiert 1418, Tochter von Guillaume, Seigneur de Caylus → Nachkommen: Linie Florensac

        8. Eustache de Lévis († 8. November 1327), Seigneur de Florensac (en partie) et de Saissac; ⚭ vor 12. Juli 1298 Béatrix de Saissac († wohl 1361), Tochter von Lambert de Thurey, Seigneur de Saissac, und Cécile de Voisins
          1. Isabelle de Lévis, 1321 bezeugt, testiert 21. August 1361; ⚭ 1328 Bertrand I., Seigneur de l’Isle-Jourdain († wohl 1349)

        9. François I. de Lévis, 1300/35 bezeugt, Seigneur de Lagarde et de Montségur; ⚭ Hélix de Lautrec, 1330 bezeugt, Witwe von Guillaume de Voisins
          1. François II. de Lévis († 13. November 1389), 1337 bezeugt, Seigneur de Lagarde et Montségur; ⚭ Soubirane d'Aure, Tochter von Bernard d'Aure, Vicomte d’Aster, und Soubirane de Joyeuse (Haus Aure)
            1. Pierre de Lévis († nach 23. September 1342)
            2. Isabeau de Lévis (* 1319 ; † nach 1360) ; ⚭ (Ehevertrag 9. Mai 1334) Guy II., Sire de Montlaur, 1337/91 bezeugt
            3. Élips de Lévis (* 1321 ; † 27. März 1371), Dame de Lagarde et de Montségur; ⚭ (Dispens 8. Januar, Kontrakt 31. Januar 1343) Roger-Bernard I. de Lévis, Seigneur de Mirepoix († nach 5. September 1395)
            4.  ? Jeanne de Lévis, 1365 geistlich in Zisterzienserinnenabtei Les Salenques

          2.  ? Jeanne und Marguerite de Lévis, 1365 geistlich in Les Salenques

        10. Mathieu de Lévis († zwischen 15. Januar und 19. September 1296), 1295 bezeugt
        11. Bouchard de Lévis († 25. Juni 1301), 1295 bezeugt, geistlich
        12. Isabeau de Lévis († 5. November 1311); ⚭ (Ehevertrag 5. August 1296) Renaud IV. de Pons († vor 14. Juli 1308), Sire de Pons et de Bergerac, testiert 18. September 1305 (Haus Pons)
        13. Marguerite de Lévis, 1296 Nonne zu Pontangis

      2. Eustachie de Lévis († 12. Januar 1300), 1257 bezeugt; ⚭ vor 1257 Jean de Bruyères-le-Châtel, Seigneur de Chalabre et de Puivert, 1248/85 bezeugt († kurz vor 1292)
      3. Jeanne de Lévis († 30. Mai 1284); ⚭ Philippe II. de Montfort, Seigneur de Castres et de La Ferté-Alais († 24. September 1270 auf dem Siebten Kreuzzug vor Tunis) (Haus Montfort-l'Amaury)
      4. Marguerite de Lévis († 15. April 1287); ⚭ vor April 1274 Matthieu II. de Montmorency, 1255 bezeugt († 30. Oktober wohl 1280), Sire de Marly, 1268 Sire de Gallardon, 1271 Großkammerherr von Frankreich
      5. Philippe de Lévis († 19. Juli 1292),1275/um 1285 Äbtissin, 1289 Priorin von Port-Royal des Champs
      6. Yolande und Catherine de Lévis, geistlich in Port-Royal
      7. Elisabeth (alias Isabelle) († 12. März 1330) und Jacqueline de Lévis, 1269 bezeugt, Dominikanerinnen im Kloster Prouille

    2. Philippe de Lévis, 1226 bezeugt

  4. Alexandre de Lévis, 1196/1235 bezeugt; ⚭ Isabelle, 1203/33 bezeugt
  5. Simon de Lévis, 1203–1245/48 bezeugt, 1245/48 Bailli von Cotentin; ⚭ (1) vor 1222 Péronelle, Dame de Poisvilliers († 1222/23); ⚭ (2) Mabile, 1224 bezeugt
    1. (1) Söhne, 1224 bezeugt
    2. (1) Isabelle de Lévis, 1245 bezeugt; ⚭ Gautier de Poissy, Chevalier, 1245 bezeugt
    3. (2 ?) Jean de Lévis († vor 23. November 1252), Chevalier, 1245 bezeugt; ⚭ Marie de Leignières/Coignières, 1252 bezeugt

### Die Seigneurs de Mirepoix (14.–16. Jahrhundert)
1. Jean II. de Lévis (* 1297/98; † 31. Januar 1369), 1329/61 Seigneur de Mirepoix, Marschall des Albigeois (alias: de Mirepoix), Seigneur d’Ambleville; ⚭ (1) 27. September/27. Oktober 1318 Mathilde de Sully († 29. September 1340), Tochter von Henri, Sire de Sully, Baron de Lunel, Bouteiller de France, und Jeanne de Vendôme (Haus Blois); ⚭ (2) (Ehevertrag 26. August 1342) Éléonore de Montaut, Tochter von Siccard de Montaut, Seigneur d’Auterive et de Montaut → Vorfahren siehe oben: Die Seigneurs de Mirepoix (12.–14. Jahrhundert)
  1. (1) Jean de Lévis (* 1320; ⚔ Juni 1345 bei Bergerac)
  2. (1) Roger Bernard I. de Lévis († nach 6. September 1395), 1339 bezeugt, Seigneur er Maréchal de Mirepoix, testiert 5. Oktober 1386 und 21. Mai 1392; ⚭ (Dispens 8. Januar und Kontrakt 31. Januar 1343) Élips de Lévis, Dame de Lagarde et de Montségur (* 1321; † 27. März 1371), Tochter von François II. de Lévis, Baron de Lagarde et de Montségur (siehe oben)
    1. Jean III. de Lévis († 7. Oktober 1397), 1371 Seigneur de Lagarde, 1395 Maréchal et Seigneur de Mirepoix; ⚭ (Ehevertrag 10. Juli 1371) Jeanne d'Armagnac († August 1420 nach 8.), Tochter von Jean, Vicomte de Fézensaguet, de Brulhois, et de Creyssel, und Marguerite de Carmaing
      1. Roger Bernard II. de Lévis († April 1418), 1395 bezeugt, Maréchal et Seigneur de Mirepoix, Baron de Lagarde et Montségur, 1410 unter Kuratel; ⚭ (Ehevertrag 26. Februar 1401) Jeanne de Voisins († nach 1455), 1423 Dame de Mèze, de Saint-Thibéry et de Saint-Jean-de-Paracol, Tochter von Géraud de Voisins, Seigneur d’Arques, und Elips de Bruyères
        1. Jean de Lévis (* 11. März 1404; † jung)
        2. Philippe II. de Lévis (* 1413; † 14. August 1442), Maréchal et Seigneur de Mirepoix; ⚭ (Ehevertrag 15. Juli 1429) Élix de Lévis (* 1418/19), 1441/61 bezeugt, Tochter von Bertrand II. de Lévis, Seigneur de Florensac, sie heiratete in zweiter Ehe Bernard de Pierre-Perthuise, Seigneur de Robilhet, 1416 bezeugt
        3. Jean IV. de Lévis (* postum 1418; † zwischen 29. März 1491 und 19. April 1492), 1442 Maréchal et Seigneur de Mirepoix;  ⚭ (1) (Ehevertrag 25. Januar 1434) Marguerite d’Archiac; ⚭ (2) (Ehevertrag 14. Februar 1454) Charlotte de Lévis († zwischen 3. November 1500 und 19. November 1506), Tochter von Eustache de Lévis, Baron de Lugny et de Cousan
          1. (2) François de Lévis (⚔ bei Pamiers), Seigneur de Lavelanet
            1. (unehelich, Mutter unbekannt) Jean, 1490 bezeugt, und 2 Töchter, 1498 bezeugt

          2. (2) Jean V. de Lévis († 8. Mai 1533), Seigneur de Roquefort, 1493 Maréchal et Seigneur de Mirepoix, 1490/1525 Seneschall von Carcassonne, Lieutenant-général de Languedoc, 1503 und 1509 französischer Botschafter in Spanien, 1496 französischer Rat und Kämmerer; ⚭ (Ehevertrag 1. Februar 1490 alter Stil) Jeanne de Poitiers, Tochter von Aymar de Poitiers, Seigneur de Saint-Vallier († 1500) und Jeanne de La Tour, Tante von Diane de Poitiers (Haus Poitiers-Valentinois); ⚭ (2) (29. September und 19. Oktober 1500 alter Stil) Françoise d’Estouteville (* 1482; † 1508/14), Tochter von Jacques d’Estouteville, Sire d’Estouteville, de Hotot, de Valmont etc., und Louise d’Albret
            1. (1) Jean de Lévis († 9. März 1507 in Italien)
            2. (1) Françoise de Lévis († vor 27. Januar 1530), 1507 bezeugt; ⚭ (Ehevertrag 3. Mai 1506) Gaston d'Andouins, Seigneur de Castelviel, Sohn von Jean d'Andouins et Jeanne de Foix
            3. (1) Marguerite de Lévis († nach 15. August 1524); ⚭ (Ehevertrag 4. Februar 1514) Méraud de Grolée († nach 7. Dezember 1527); ⚭ (2) (1500) Françoise d'Estouteville, Tochter von Jacques d'Estouteville (1482–1513)
            4. (2) Jean de Lévis (⚔ 1528 in Italien), genannt Vicomte de Montségur, 1525 Seneschall von Carcassonne
            5. (2) Philippe III. de Lévis († 30. September 1571), 1537 Maréchal de la Foi, Seigneur de Mirepoix, Seneschall von Carcassonne et Béziers; ⚭ 15. September 1537 alter Stil, geschieden 7. August 1567, Louise de La Trémoïlle († 30. November/1. Dezember 1569), Tochter von François de La Trémoille, Comte de Guines, de Benon et de Taillebourg, Vicomte de Thouars, und Anne de Laval (Haus La Trémoille)
              1. Jean VI. de Lévis (* 21. Mai 1540; † 14. August 1607), genannt Vicomte de Montségur, 1571 Maréchal de la Foi, Seigneur de Mirepoix, 1561 Seigneur de Lavelanet, 1566/81 Seneschall von Carcassonne und Béziers, 1596 Maréchal de camp; ⚭ (Ehevertrag 8. Februar 1563) Catherine Ursule de Lomagne († 31. Januar 1616), Vicomtesse de Gimonès, 1567 Vicomtesse de Terride, Erbtochter von Antoine de Lomagne, Vicomte de Terride et de Gimonès, Gouverneur und Lieutenant-général de Béarn, und Jeanne de Cardaillac → Nachkommen siehe unten: Die Seigneurs de Mirepoix (16.–18. Jahrhundert)
              2. François de Lévis  († vor 1561)
              3. Philippe de Lévis (* 27. Februar 1543; † vor 1561)
              4. Françoise de Lévis; ⚭ (Ehevertrag 29. Januar 1574) Étienne de Bazillac
                1. Louise de Lévis († 9. April 1625); ⚭ (1) (Ehevertrag 23. November 1579) Jean-Paul de Bruyères, Seigneur de Chalabre, de Rivel, deSonac, de Montjardin etc. († 1576/86); ⚭ (2) (Ehevertrag 12. Juli 1590) Claude de Lévis, Baron d’Audon, Seigneur de Bélesta († 11. Februar 1598)

            6. (2) Charlotte de Lévis; ⚭ (Ehevertrag 15. April 1524) Maffre de Sénaret

          3. (2) Philippe de Lévis (* 1466; † 28./29. August 1537), 1480 Dompropst in Mirepoix, 1490 Kommendatarabt Sainte-Trinité de Marigny, 1491 Bischof von Bayonne, 1494 Bischof von Mirepoix, 1498 Prior von Camon, 1500 Abt von Lagrasse
          4. (2) Françoise de Lévis; ⚭ (Ehevertrag 24. August 1473) Philippe de Bazilhac, Seigneur de Bazilhac et de Sadournin († nach 1. Mai 1485)
          5. (2) Hélène de Lévis († nach 28. Januar 1504), Dame d’Ambres; ⚭ (Ehevertrag 4. September 1477) Jean de Voisins, Seigneur d’Ambres, Vicomte de Lautrec (en partie), Seneschall von Lauragais
          6. (2) Anne (Annette) de Lévis, testiert 23. Oktober 1517 und 28. Oktober 1521; ⚭ (Ehevertrag 10.. Dezember 1487) Galobie de Panassac d'Espagne († vor 1518)
          7. (2) Gabrielle de Lévis († vor 6. Dezember 1510); ⚭ (Ehevertrag 5. März 1487) Rigaud de Pestels, Seigneur de Barausac et de Durfort
          8. (2) Marguerite de Lévis († 1513 vor 8. März), 1495 bezeugt
          9. (2) Jeanne de Lévis († 30. März 1505)

      2. Gaston de Lévis, 1397/1409 bezeugt, 1409 Seigneur de Sauvian, de Pourchacagnes et de Villeneuve-la-Crémade
      3. Jean de Lévis, 1397/1404 minderjährig, 1409 bezeugt, † vor 2. August 1410, Johanniterordensritter
      4. Jeanne de Lévis, 1497/1418 bezeugt; ⚭ (1) Pierre Tison genannt Carnant, Seigneur de Pujols et de Narbonnez; ⚭ (2) Februar 1418 Louis de Pierre-Buffière, Seigneur de Châteauneuf († nach 6. Januar 1438) (Stammliste der Pierre-Buffière)
      5. Elips de Lévis, 1397 bezeugt, testiert 21. September 1431; ⚭ (Ehevertrag 26. Februar 1401) Philippe de Voisins, Seigneur d’Arques et de Puivert
      6. Jean de Lévis, geistlich in Saint-Gilles, testiert 1453

    2. Elix de Lévis († vor 1372)
    3. Isabeau de Lévis († vor 6. September 1391); ⚭ vor 7. August 1375 Bernard de Calvières

  3. (2) Jean de Lévis (* 7. Juli 1343; † nach 15. Oktober 1361)
  4. (2) Philippe de Lévis († wohl 1370), 1361 bezeugt
  5. (2) Thibaut de Lévis, Seigneur de Lieurac et d’Auterive, testiert 7. Februar 1429
    1. Mahin, 1429 bezeugt, testiert 5. Mai 1434

  6. (2) Éléonore de Lévis, 1371 bezeugt; ⚭ 1361 Bertrand de Terride, Vicomte de Gimois; ⚭ 1368 Nicolas de La Jugie, Seigneur de Liviers, 1371 bezeugt, Sohn von Jacques de la Jugie und Guillaumette Roger, Bruder der Kardinäle Guillaume de La Jugie und Pierre de La Jugie, Neffe des Papstes Clemens VI. und Vetter des Papstes Gregor XI.
  7. (2) Jeanne de Lévis († nach 6. März 1404); ⚭ (Ehevertrag 22. März 1393) Jean Maurand aus Toulouse († nach 20. März 1420)
  8. (2) Meyno und Siccard
  9. (unehelich, Mutter unbekannt) Philippe († nach 1399), 1356 Seigneur de La Bastide

### Die Seigneurs de Mirepoix (16.–18. Jahrhundert)
1. Jean VI. de Lévis (* 21. Mai 1540; † 14. August 1607), genannt Vicomte de Montségur, 1571 Maréchal de la Foi, Seigneur de Mirepoix, 1561 Seigneur de Lavelanet, 1566/81 Seneschall von Carcassonne und Béziers, 1596 Maréchal decamp; ⚭ (Ehevertrag 8. Februar 1563) Catherine Ursule de Lomagne († 31. Januar 1616), Vicomtesse de Gimonès, 1567 Vicomtesse de Terride, Erbtochter von Antoine de Lomagne, Vicomte de Terride et de Gimonès, Gouverneur und Lieutenant-général de Béarn, und Jeanne de Cardaillac → Vorfahren siehe oben: Die Seigneurs de Mirepoix (14.–16. Jahrhundert)
  1. Jean de Lévis (* 24. August 1565; † 31. August 1603), genannt Vicomte de Mirepoix, 1591/98 Seneschall von Carcassonne und Béziers. 1596 Maréchal de camp, 1598 Gouverneur von Foix
  2. Antoine Guillaume de Lévis († 13. Mai 1627), Baron de Terride, 1607 Seigneur de Mirepoix, Maréchal de la Foi, 1604/11 Seneschall von Carcassonne und Béziers; ⚭ (Ehevertrag 27. April 1593) Marguerite de Lomagne († August 1628), Tochter von Géraud de Lomagne, genannt de Terride, und Louise de Cardaillac
    1. Alexandre de Lévis (* 1595; ⚔ 28. September 1637 in der Schlacht bei Leucate), 1627 Seigneur et Marquis de Mirepoix, Maréchal héréditaire de la Foi, 1633 Seneschall von Carcassonne und Béziers; ⚭ (1) (Ehevertrag 19. Mai 1620), geschieden 26. November 1626, Louise de Bethune († nach 4. Februar 1634), Tochter von Maximilien de Béthune, duc de Sully, Pair de France, Marschall von Frankreich, und Rachel de Cochefilet (Haus Béthune); ⚭ (2) (Ehevertrag 23. Juli 1634) Louise de Roquelaure († 4. März 1674), Tochter von Antoine de Roquelaure, Marschall von Frankreich, und Susanne de Bassabat de Pordéac
      1. (unehelich, Mutter: Jeanne Dufaur) Antoine de Lévis, Seigneur de La Barraque
      2. (unehelich, Mutter: Jeanne Dufaur) Elisabeth de Lévis (* 1631/32; † ermordet 13. Juni 1671) 1664 Äbtissin von Rieumettes
      3. (2) Jean VII. de Lévis (* 9. Juni 1635; † 27. November 1650), Seigneur et Marquis de Mirepoix, Maréchal héréditaire de la Foi, Seneschall von Carcassonne und Béziers
      4. (2) Gaston Jean-Baptiste I. de Lévis (* 15. Juli 1636; † 6. August 1687), Seigneur et Marquis de Mirepoix, Maréchal héréditaire de la Foi, Seneschall von Carcassonne, Béziers und Limoux, 1678 Gouverneur von Foix; ⚭ (Ehevertrag 9. August 1657) Madeleine du Puy du Fou de Champagne, Princesse de Pecheseul († 21. Oktober 1717), Tochter von Gabriel, Marquis du Puy du Fou, et de Champagne, Prince de Pecheseul, und Madeleine de Bellièvr, sie heiratete in zweiter Ehe François Salvat, Seigneur de Montfort († nach 21. September 1722)
        1. Gaston Jean-Baptiste II. de Lévis († 26. Juli 1699), 1687 Seigneur et Marquis de Mirepoix, Maréchal héréditaire de la Foi, Seneschall von Carcassonne, Béziers und Limoux, Gouverneur von Foix; ⚭ (Ehevertrag 10. Januar 1689) Marie Angélique de Senneterre (* 6. November 1676; † 31. März 1713), Tochter von Henri-François de Saint-Nectaire, Duc de La Ferté, Pair de France, und Marie Isabelle Gabrielle Angélique de La Mothe-Houdancourt , Gouvernante der königlichen Kinder Frankreichs
          1. Charles Pierre de Lévis (* 19. Dezember 1670; † 10. Juni 1702), genannt Chevalier de Mirepoix, Baron de Terride, 1699 Seigneur et Marquis de Mirepoix, Maréchal héréditaire de la Foi; ⚭ (Ehevertrag 12. April 1698) Anne Gabrielle d’Olivier († 13. Dezember 1707), Tochter von Charles Henri d’Olivier und Barbe de Raud, Witwe von Bernard de Saint-Ignon, Seigneur de Belleville
            1. Gaston Pierre Charles de Lévis-Mirepoix (* 2. Dezember 1699; † 24. September 1757), bis 1740 Baron de Terride, Vicomte de Gimois, Baron de Montfourcaud, 1702 Marquis und 25. September 1751 Duc de Mirepoix, Maréchal héréditaire de la Foi, 1757 Marschall von Frankreich, 1741 Ritter im Orden vom Heiligen Geist; ⚭ (1) 17. August 1733 Anne Gabrielle Henriette Bernard de Rieux (* 13. August 1721; † 31. Dezember 1736), Tochter von Gabriel Bernard de Rieux, und Suzanne Marie Henriette de Boulainvilliers; ⚭ (2) 3. Januar 1739 Anne Marguerite Gabrielle de Beauvau-Craon (* 27. April 1707; † nach 1790), Tochter von Marc de Beauvau, Fürst von Beauvau, Grande von Spanien, Ritter im Orden vom Goldenen Vlies, und Anne Marguerite de Ligniville, Witwe von Jacques-Henri de Lorraine, Prince de Lixheim (Haus Beauvau)

          2. Catherinede Lévis († nach 30. August 1691), 1681 Nonne in La Flèche
          3. Madeleine Henriette de Lévis († nach 30. August 1691), 1681 Nonne in La Flèche
          4. Marie Marguerite Thérèse Camille de Lévis († 8. November 1755); ⚭ (Ehevertrag 11. Mai 1703) Paul-Louis de Lévis, Marquis de Léran († 29. April 1749) (siehe unten)

    2. Jean de Lévis († 31. Mai 1656), genannt Baron de Mirepoix, Seigneur de Lavelanet; ⚭ (Ehevertrag 31. Mai 1634) Catherine de Caulet (* 1616/17; † 13. Juli 1708), Tochter von Georges de Caulet, Seigneur d’Auterive, und Marguerite de Garand
      1. Marguerite (* 7. Januar 1636), Dame de Lavelanet; ⚭ (Ehevertrag 8. Juni 1653) Louis, Vicomte de Fumel
      2. Jean Georges Joseph de Lévis (* 8. Mai 1639; † 7. September 1639)

    3. Louise de Lévis († 1655); ⚭ (Ehevertrag 6. Januar 1619) Antoine Scipion de Bassabat, Baron de Pordéac, de Capendu et de Fondeille

  3. Philippe de Lévis († 11. Juli 1601), Baron de Lavelanet, 1590/1600 Capitaine von Carcassonne
  4. Étienne de Lévis († 1618 vor 25. April), Seigneur de Sainte-Foy
  5. Jean de Lévis-Lomagne (* 1567/68; † 24. April 1664), 1613 Seigneur de Roquefort et de Terride; ⚭ (Ehevertrag 9. November 1645) Marguerite de Narbonne, Tochter von Amalrich de Narbonne, Seigneur de Saint-Girons, und Elisabeth de La Jugie
    1. (unehelich, Mutter: Louise Bertrand) Agnès de Lévis, 1664 bezeugt; ⚭ François de Béon, Seigneur de Cazeux
    2. (unehelich, Mutter: Louise Bertrand) Hippolyte, 1664 bezeugt

  6. Henri de Lévis († 3. April 1636), Seigneur de Malléou, 1620 Seigneur de Gaudiès; ⚭ 1616 Marguerite de Caulet-Cadars → Nachkommen siehe unten: Die Seigneurs de Gaudiès
  7. Catherine de Levis († 1645 vor 14. Februar); ⚭ (Ehevertrag 4. Oktober 1593) Gabriel de Lévis, Seigneur de Léran († 10. März 1638) (siehe unten)
  8. Claude de Lévis († 9. November 1617)
  9. (unehelich, Mutter unbekannt) Jean Louis de Lévis († vor 1626), 1595 Seigneur de Saint-Jean-de-Rouvenac; ⚭ 14. Oktober 1607 Jeanne Philippe de La Ruelle, testiert 4. April 1626, Tochter von Louis de La Ruelle, Seigneur de Sainte-Camelle et de Palaja
    1. Jean Philippe de Lévis († Juli 1645), Seigneur de Sainte-Camelle; ⚭ (Ehevertrag 12. März 1642) Germaine de Montfaucon de La Barthe († nach 8. April 1642), Tochter von Arnaud de Montfaucon, Seigneur de La Barthe, sie heiratete in zweiter Ehe Gaspard de Villeneuve, 1672 bezeugt

### Die Seigneurs de Gaudiès
1. Henri de Lévis († 3. April 1636), Seigneur de Malléou, 1620 Seigneur de Gaudiès; ⚭ 1616 Marguerite de Caulet-Cadars → Vorfahren siehe oben: Die Seigneurs de Mirepoix (16.–18. Jahrhundert)
  1. François de Lévis (* 27. Februar 1622; ⚔ 1651/52), 1636 Seigneur de Gaudiès
  2. Alexandre de Lévis (* 1623/24; † 22. Februar 1677), Seigneur de Gaudiès; ⚭ Marguerite de Caumels († 23. April 1699), Tochter von François de Caumels, Seigneur de Griffeville, und Bourgignette de Garaud
    1. Jeanne Philiberte de Lévis († nach 1666)
    2. François Paul Barthélemi de Lévis (⚔ 11. August 1674 in der Schlacht bei Seneffe)
    3. Antoine de Lévis († nach 17. Februar 1707), 1677 Seigneur de Gaudiés
    4. Joseph Grégoire de Lévis († 1728 vor 19. Februar), Malteserordensritter, dann Seigneur de Gaudiès, Marquis de Lévis; ⚭ 1701 Marguerite deVirelle († nach 1746)
      1. Joseph Chrisanthe de Lévis (* 1699/1700; † 25. Mai 1764), Seigneur de Gaudiès, Marquis de Lévis, 1757 Maréchal héréditaire de la Foi; ⚭ (Ehevertrag 2. November 1749) Louise Elisabeth Victoire de Lévis (* 14. Juli 1725), Tochter von Gaston Jean Baptiste de Lévis, Comte de Léran
        1. Marie de Lévis (* 11. Juli 1753), 1746 Kanonikerin in Épinal
        2. Marie Anne de Lévis (* 7. Dezember 1754)
        3. Gui Henri Joseph Thérèse de Lévis (* 6. September 1757; † 14. August 1828), Seigneur de Gaudiès, Marquis de Lévis, Maréchal héréditaire de la Foi, 1814 königlicher Maréchal de camp, 5. November 1827 erblicher Pair de France; ⚭ 23. April 1782, geschieden im Oktober 1793, Antoinette Madeleine de Lévis (* 14. Juli 1765; † 18. August 1833), Tochter von Marc Antoine II. de Lévis, Comte de Lugny, sie heiratete in zweiter Ehe Louis Audéoud
          1. Antoinette Louise de Lévis (* 20. Mai 1783; † 22. Oktober 1837); ⚭ 16. März 1804 Humbert Nabert François Louis, Marquis de La Ferté-Meun († 7. September 1825)
          2. Gui Henri François Adolphe de Lévis (* 22. Juni 1784; † 30. April 1785)
          3. Léo Gui Antoine (* 30. August 1786; † 17. Januar 1870), Marquis de Lévis, Maréchal héréditaire de la Foi, Baron-Pair de France; ⚭ 12. Juni 1812 Madeleine Zoé Le Pelletier des Forts († 24. Januar 1877), Tochter von Étienne Ferdinand Michel Le Pelletier, Seigneur des Forts, und Pauline Terray
            1. 2 Kinder († klein)
            2. Gui Antoine Michel Henri (* 26. August 1822; † 18. April 1850)

      2. Marie Philiberte de Lévis; ⚭ 1738 Louis de Marquier, Seigneur de Fajac et de Larlenque
      3. Marie Marguerite Michelle Ange de Lévis; ⚭ 1746 Joseph César Le Comte

    5. Catherine Iphigénie de Lévis (~ 4. November 1662)
    6. Chrisanthe de Lévis († Dezember 1727)
    7. Alexis Féréol de Lévis (* 17. Juni 1666; † wohl 1741), Malteserordenskomtur
    8. Christine Pauline de Lévis, Nonne in Toulouse

  3. Sohn

### Die Seigneurs de Léran
1. Gaston I. de Lévis († 1347), 1308 bezeugt, 1323 Domherr in Amiens, 1329 Seigneur de Léran, Seigneur de Mirepoix (en partie); ⚭ 1336 Aliénor de Sully († 24. Januar 1345), Tochter von Henri de Sully, Baron de Lunel, Bouteiller de France, und Jeanne de Vendôme (Haus Blois), Witwe von Guillaume de Lignières, Vicomte de Mareville, und Vivien de Marézieux, Seigneur de Barbezieux → Vorfahren siehe oben: Die Seigneurs de Mirepoix (12.–14. Jahrhundert)
  1. Gaston II. de Lévis, 1347 Seigneur de Léran, testiert 13. März 1383; ⚭ 31. März 1362 Jeanne de Rochefort († nach 8. September 1404), Tochter von Bernard de Rochefort, Seigneur de Seilhan, Witwe von Bernard de Villiers
    1. Gaston III. de Lévis (* wohl 1366; † 1398 nach 14. August), Seigneur de Léran, 1395 Seigneur de Mirepoix et de Lagarde; ⚭ (Ehevertrag 23. November 1387) Ysebde d'Arpajon († nach 19. November 1421), Tochter von Jean I. d'Arpajon, Seigneur de Calmont, Vicomte de Lautrec
      1. Gaston IV. de Lévis († vor Juni 1461), genannt le Vieux, Seigneur de Léran etc., 1398 minderjährig testiert 31. März 1458; ⚭ (Ehevertrag 26. Oktober 1408) Catherine de Panat († nach 31. März 1459), Tochter von Gui de Panat, Seigneur de Peyrebrune
        1. Gaston V. de Lévis († vor 31. März 1458); ⚭ (Ehevertrag 17. November 1447) Gabrielle de Pierrefort, testiert 16. Juni 1499, Tochter von Louis de Pierrefort, Seigneur des Ganges, de Pierrefort et d’Hierle, und Anne Brachet
          1. Gaston VI. de Lévis († nach 2. Juni 1505), genannt Le Jeune, Seigneur de Léran, testiert 4. September 1503; ⚭ (1) (Ehevertrag 2. Februar 1478) Jeanne de Carmaing, testiert 30. Juni 1488, Tochter von Jean de Carmaing, Seigneur de Nègrepelisse et de Launac-Talleyrand; ⚭ (2) (Ehevertrag 13. Januar 1492 und 30. November 1493) Marie de Foix, testiert 18. Mai 1525, Tochter von Jean de Foix, Vicomte de Carmaing, und Jeanne de Boulogne
            1. (2) Germain de Lévis († 1541 vor 18. Juni), Seigneur de Léran; ⚭ (1) Françoise de Bruyères, Tochter von Jean III. de Bruyères, Seigneur de Chalabre; ⚭ (2) (Ehevertrag 1. Mai 1520) Marie d'Astarac († nach 21. Oktober 1564), Tochter von Jean d’Astarac, Seigneur de Pontrailles, und Catherine de Marestaing
              1. (1) Cécile de Lévis († nach 7. Mai 1546); ⚭ 1532 Jean du Maine, Seigneur d u Bourg
              2. (2) Gaston VII. de Lévis († 1559), Seigneur de Léran, 1541 minderjährig; ⚭ (Ehevertrag 04. Mai 1547) Gabrielle de Foix, testiert 18. Februar und 30. März 1601, Tochter von Jean de Foix, Baron de Rabat, und Catherine de Villemur → Nachkommen siehe unten: Die Seigneurs et Marquis de Léran
              3. (2) Jean-Claude de Lévis († 11. Februar 1598), Seigneur de Bélesta, Baron d'Audou; ⚭ (1) Jeanne de Beauvoir et de La Bastide, Tochter von NN, Seigneu d’Auro et de Beauvoir, Witwe von Pierre de Bernège, Seigneur de La Bastide; ⚭ (2) (Ehevertrag 16. Oktober 1584) Christofle (Christofette) de Vergoignan, Erbtochter von Roger, Seigneur de Vergoignan, de Ramouzens et de Margouet, und Anne de Foix-Cramail; ⚭ (3) (Ehevertrag 12. Juli 1590) Louise de Lévis, testiert 4. und 9. April 1625, Tochter von Philippe, Seigneur de Mirepoix, Witwe von Jean Paul de Bruyères, Seigneur de Chalabre
                1. Elisabeth de Lévis († 1622 nach dem 20. Januar); ⚭ (Ehevertrag 25. April 1498) François d’Amboise, Comte d’Aubijoux, Baron de Castelnau-de-Bonnefon, testiert 4. Dezember 1637 (Haus Amboise)

              4. (2) Barthélemy de Lévis (⚔ vor 1558 in Schottland)
              5. (2) René de Lévis
              6. (2) Germaine de Lévis; ⚭ 24. Januar 1567 Blaise de Roquefort, Seigneur d’Arignac
              7. (2) Françoise de Lévis, testiert 20. September 1560; ⚭ François de Lavardac
              8. (unehelich, Mutter unbekannt) Antoine de Lévis, Seigneur de Ventaillole

            2. (2) Paul de Lévis, 1503/25 bezeugt
            3. (2) Jeanne de Lévis († nach 7. Mai 1542); ⚭ vor 15. Januar 1517 Gaston de Bazillac († vor 1542), 1525 bezeugt
            4. (2) Germaine de Lévis, 1525/42 bezeugt; ⚭ 1517 Jean de Montesquiou, Seigneur de Coustaussa, testiert 30. August 1542
            5. (2) Jeanne de Lévis, 1503/52 bezeugt

          2. Ysende de Lévis († nach 1499); ⚭ 1476 Jean II. de Narbonne-Talleyrand
          3. Jeanne († vor 1499)

        2. Jean de Lévis († nach 1481), 1454 Prior zu Gaberet und Gordes, vor 1459 Kanoniker zu Couserans und Administrator von Jaucon, 1459 Koadjutor, 1463/67 Bischof von Mirepoix, 1473/81 Bischof von Lescar
        3. Bertrand de Lévis, 1458/61 bezeugt
          1. (unehelich, Mutter  unbekannt) Jeanne († vor 8. Dezember 1514); ⚭ NN Combarieu

        4. Jean de Lévis, bis 1468 Vicomte de Panat et de Peyrebrune, 1486/96 bezeugt
        5. Jeanne de Lévis; ⚭ (Ehevertrag 1468) Savary de Mauléon, Seigneur du Pré
        6. Marguerite und Ysende de Lévis, 1458 bezeugt
        7. Jeanne de Lévis, 1458 bezeugt; ⚭ Gabriel de Pierrefort

      2. Constance de Lévis; ⚭ (Ehevertrag 17. November 1421) Jean de La Jugie, Seigneur de Rieux-Minervois
      3. Jeanne; ⚭ vor 21. Februar 1427 Pierre d’Abans, Seigneur de Moux

    2. Bertrand de Lévis († nach 8. September 1404), 1383 bezeugt; ⚭ Marguerite de Malras
      1. (unehelich, Mutter unbekannt) Tochter; ⚭ Pierre de Gardiol

    3. Isabelle de Lévis; ⚭ (Dispens 12. November 1396) Jean Jourdain II. de L’Isle-Jourdain, Comte de Clermont († nach 1411)

  2. Jean de Lévis, 1351 bezeugt
  3. Jeanne de Lévis; ⚭ 25. November 1351 Jean de Voisins, Seigneur d’Arques
  4. Constance de Lévis († nach 1408); ⚭ Amauri de Narbonne († vor 1408), Baron de Talairan, 1371/79 bezeugt

### Die Seigneurs et Marquis de Léran
1. Gaston VII. de Lévis († 1559), Seigneur de Léran, 1541 minderjährig; ⚭ (Ehevertrag 04. Mai 1547) Gabrielle de Foix, testiert 18. Februar und 30. März 1601, Tochter von Jean de Foix, Baron de Rabat, und Catherine de Villemur → Vorfahren siehe oben: Die Seigneurs de Léran
  1. Philippe de Lévis (* 1549/50, † ermordet 1573 vor 27. Juni), Seigneur de Léran
  2. Gabriel de Lévis-Léran († 10. März 1638), 1573 Seigneur de Léran, Gouverneur von Foix; ⚭ (Ehevertrag 4. Oktober 1593) Catherine de Lévis († 1645 vor 14. Februar), Tochter von Jean VI. de Lévis, Seigneur de Mirepoix (siehe oben)
    1. Jean Claude de Lévis († 24. April 1654), bis 1646 Seigneur de Léran, 1653 gefangen, 1654 enteignet; ⚭ (Ehevertrag 10. August 1629, Dispens 9. Oktober 1643) Angélique de Castelnau († 26. Oktober 1687), Tochter von Étienne de Castelnau, Seigneur de La Loubère, und Françoise de Bazillac
      1. Gaston VIII. de Lévis (* 1634; † zwischen 12. Mai 1703 und 22. März 1705), 1659 Seigneur de Léran (1634–1704); ⚭ (Ehevertrag 30. Mai 1654) Violante de Vignolles († nach 24. September 1655), Witwe von Jacques de Baudan, Tochter von Jacques de Vignolles, Président du Parlement de Toulouse, und Isabeau de Tessières; ⚭ (2) (Ehevertrag 1. Januar 1659) Jeanne de Juge († nach 9. April 1714), Tochter von Paul de Juge, Baron de Fréjeville, Seigneur du Bés, und Jeanne de Thomas
        1. (2) Paul Louis de Lévis (1664; † 29. April 1749, Léran), Seigneur et Marquis de Léran, Lieutenant-général; ⚭ 20. Mai 1703 Marie Marguerite Thérèse Camelle de Lévis († 8. November 1755), Tochter von Gaston Jean Baptiste de Lévis, Marquis de Mirepoix (siehe oben)
          1. Gaston Jean Baptiste de Lévis (* 1704; † 17. März 1747), genannt Comte de Léran; ⚭ 30. Juni 1723 Jeanne Gilberte de Baillon († 17. Januar 1737), Tochter von François de Baillon, Seigneur de Courtil-Sernon, und Gilette de Périgné
            1. Louis Marie François Gaston de Lévis (* 11. Mai 1724; † 23. Februar 1800 in Venedig), 1749/91 Marquis de Léran, 1757 Marquis de Mirepoix, Maréchal héréditaire de la Foi (als Erbe von Gaston Pierre Charles de Levis, Duc de Mirepoix (siehe oben)), Lieutenant-général, 1751 Gouverneur des Bourbonnais; ⚭ (Ehevertrag 7. August 1751) Catherine Agnès de Lévis (* 19. Februar 1733; † 6. September-1783), Tochter von Charles François de Lévis, Marquis de Châteaumorand (siehe unten) → Nachkommen siehe unten: Die Lévis-Mirepoix, Duques de San Fernando Luis
            2. Louise Elisabeth Victoire de Lévis (* 14. Juli 1725); ⚭ (Ehevertrag 12. November 1749) Joseph Chrisanthe de Lévis, Seigneur de Gaudies, Marquis de Lévis (siehe oben)
            3. Marie Anne Charlotte de Lévis (* 14. August 1726), genannt Mademoiselle de La Couronne; ⚭ (Ehevertrag 20. Februar 1751) Pierre Paul de Pagès, Marquis de Saint-Lieux
            4. Adélaide de Lévis († nach 1793), genannt Mademoiselle de Roquefort; ⚭ 14. Juli 1763 Henri Bernard Manuel de Timbrune, Marquis du Bruelh et de Valence, Maréchal de camp († 5. September 1766)

          2. Marie Jeanne Angélique Claude de Lévis (* 19. September 1705; † vor 4. Mai 1748); ⚭ (Ehevertrag 22. (oder 23.) Oktober 1725) Pierre de Pagèze, Marquis de Saint-Lieu
          3. Elisabeth Jeanne Madeleine de Lévis (* 11. September 1706)
          4. Louise Françoise de Lévis (* 18. August 1708), genannt Dame d’Aiguesvives; ⚭ 2. Juni 1729 Samuel Eymar, Marquis de Palaminy
          5. Marie Jeanne de Lévis, 1748 Nonne in La Flèche, dann in Albi
          6. Elisabeth Angélique (* 14. September 1710; † nach 18. November 1757), genannt Dame de La Couronne
          7. Louise Elisabeth de Lévis († vor 19. November 1791), genannt Dame de Limbrassac
          8. Henri Gaston de Lévis (* 2. August 1712; † 11. Januar 1787), Generalvikar von Bordeaux, 1741 Bischof von Pamiers

        2. Jeanne de Lévis; ⚭ (Ehevertrag 4. oder 14. Februar 1695) Jean Louis de Gaulejac, Marquis de Ferrals
        3. Françoise de Lévis († nach 28. Januar 1746), 1695 bezeugt

      2. Henri Gaston de Lévis († 16. August 1726), genannt Baron de Léran, 1683 Seigneur de Léran, Seigneur d’Audou et de Taurine; ⚭ (Ehevertrag 10. Juli 1695) Gabrielle de Lévis, testiert 11. Juli 1711, Tochter von Salomon de Lévis, Baron d’Ajac (siehe unten)
      3. Isabeau de Lévis († nach 10. November 1694); ⚭ Jacques de Foix, Baron de Rabat
      4. Ester de Levis († 28. Januar 1727) und Louise de Lévis († 24. November 1694), Coseigneurettes du Carla
      5. Claude de Lévis († nach 1643)
      6. (unehelich, Mutter unbekannt) Angélique de Lévis († 1704); ⚭ (Ehevertrag 5. August 1640, Dispens 20. Januar 1643) Antoine de Lévis, Seigneur de Ventaillole († 1692) (siehe unten)

    2. Salomon de Lévis († 22. Juni 1683), Seigneur de Limbrassac, de Belloc, 1640 Baron d’Ajac; ⚭ (Ehevertrag 5. Dezember 1640) Catherine de Ferroul, Baronne d’Ajac († nach 13. Juli 1680) → Nachkommen siehe unten: Die Ducs de Lévis
    3. Isabeau de Lévis (nach 30. August 1650 und vor 1651); ⚭ (1) (Ehevertrag 15. Juli 1618) François de Mauléon, Seigneur de Durban (⚔ vor 1. Mai 1642); ⚭ (Ehevertrag 2. Februar 1646) Jean Roger de Foix, Vicomte de Rabat († vor 15. März 1686)
    4. Gabrielle de Lévis († nach 25. August 1659); ⚭ (Ehevertrag 22. April 1630) Jean Pierre de Bruyères-Chalabre († nach 18. September 1655)
    5. Marguerite de Lévis; ⚭ (1) (Ehevertrag 9. April 1634) Auguste de Toulouse-Lautrec, Vicomte de Montfa (⚔ 28. September 1737 in der Schlacht bei Leucate); ⚭ (2) 21. Dezember 1645 Marc de Pins, Seigneur de La Bastide et de Caucalières
    6. Claude de Lévis; ⚭ (Ehevertrag 13. Februar 1645) Jean Jacques de Pins, Baron de Caucalières

  3. Antoine de Lévis († wohl 1617), genannt Chevalier de Léran, Seigneur de Montmaur et de Léran, 1594 Gouverneur und Seneschall von Foix, Führer der Hugenotten in Languedoc; ⚭ 3. Februar 1601 Marguerite d’Astarac († wohl 1632), Tochter von Michel d’Astarac, Seigneur de Fontrailles et de Marestaing, Vicomte de Cogolas, und Isabelle de Gontaut, sie heiratete in zweiter Ehe um 1618/19 Paul Dax, Seigneur de Leuc († vor 1648)
    1. Michel de Lévis (* vor 1610; † 1671), 1628 Seigneur de Montmaur, 1646 Seigneur de Léran; ⚭ 7. Juni 1636 Françoise de Berthier, Tochter von Georges de Berthier, Seigneur de Pinsaguel, und Marie de Potier de La Terrasse
    2. Benjamin de Lévis (⚔ 23. Juni 1653), Seigneur de Bousquat et de Leuc; ⚭ Ende 1649 Madeleine de Ciran († 1696), Dame de Leuc, Tochter von Louis de Ciran, Seigneur de Cavanac, und Antoinette de Roquefort

  4. Marie de Lévis, 1601 bezeugt
  5. Jeanne de Lévis († klein)

### Die Lévis-Mirepoix, Duques de San Fernando Luis
1. Louis Marie François Gaston de Lévis (* 11. Mai 1724; † 23. Februar 1800 in Venedig), 1749/91 Marquis de Léran, 1757 Marquis de Mirepoix, Maréchal héréditaire de la Foi (als Erbe von Gaston Pierre Charles de Levis, Duc de Mirepoix (siehe oben), Lieutenant-général, 1751 Gouverneur des Bourbonnais; ⚭ (Ehevertrag 7. August 1751) Catherine Agnès de Lévis (* 19. Februar 1733; † 6. September-1783), Tochter von Charles François de Lévis, Marquis de Châteaumorand (siehe unten) → Vorfahren siehe oben: Die Seigneurs et Marquis de Léran
  1. Charles Philibert Marie Gaston de Lévis-Mirepoix (* 9. November 1753; † guillotiniert 28. Mai 1794), Comte de Mirepoix, 1791 Maréchal de camp; ⚭ 13. April 1777 Alexandrine Marie Julie Félicité de Montboissier de Beaufort-Canillac (* 15. Dezember 1764 ; † 8. Juli 1807) Erbtochter von Comte Philippe-Claude de Montboissier-Beaufort-Canillac, Generalgouverneur der Auvergne, und Françoise Alexandrine de Rochechouart
    1. Camille Françoise Félicité Marie de Lévis-Mirepoix (* 23. Dezember 1779; † 19. Juli 1838); ⚭ 20. Dezember 1797 Charles Mouchet de Battefort, 4. Marquis de Laubespin († 15. Oktober 1849)
    2. Adélaide Céleste Delphine de Lévis-Mirepoix (* 27. Januar 1783; † 30. Dezember 1860); ⚭ (1) 15. Januar 1803 Gaspard Comte de Vichy; ⚭ (2) 1806 Théodore Louis de Roncherolles, Marquis de Pont-Saint-Pierre († 12. Mai 1835)
    3. Charles Philibert Marie Léopold de Lévis-Mirepoix (* 5. März 1787; † 22. September 1804)
    4. Athanase Gustave Charles Marie de Lévis-Mirepoix (* 27. März 1792 in Aachen; † 7. Juni 1851), Maréchal héréditaire de la Foi, Marquis de Mirepoix, 5. November 1827 erblicher Pair de France, 8. Februar 1828 Baron-Pair, 1837 2. Duque de San Fernando Luis; ⚭ (1) 7. Februar 1813 Amable Blanche de Bérulle (* 25. Mai 1792; † 12. Mai 1815) , Tochter von Amable Pierre de Bérulle und Anne Marie Françoise Levasseur d’Hérouville; ⚭ (2) 5. Mai 1817 Charlotte Adélaide de Montmorency-Laval (* 15. Februar 1798; † 24. Juni 1872), Tochter von Adrien de Montmorency-Laval, Duc de Montmorency-Laval 1. Duque de San Fernando Luis, Grande von Spanien 1. Klasse, und  Bonne Charlotte Renée Adélaïde de Montmorency-Luxembourg (Haus Montmorency)
      1. (2) Adrien Charles Gui Marie de Lévis-Mirepoix (* 14. Juli 1820; † 6. November 1886), 20. April 1866 spanischer Duque de San Fernando Luis, Grande von Spanien 1. Klasse, Maréchal héréditaire de la Foi; ⚭ 28. Mai 1844 Marie Gräfin von Merode, (* 8. November 1820; † 26. März 1899), Tochter von Graf Henri, Prince de Grimberghe (Haus Merode)
        1. Charles François Henri Jean Marie de Lévis-Mirepoix (* 21. Juli 1849; † 10. Mai 1915), 1886 4. Duque de San Fernando Luis, 1888 Grande von Spanien 1. Klasse;⚭ 28. August 1883 Henriette de Chabannes-La Palice (* 30. Januar 1861; † 10. März 1931), Tochter von Comte Antoine de Chabannes-La Palice und Marie de Cardevac d’Havrincourt (Haus Chabannes)
          1. Antoine Pierre Marie François Joseph de Lévis-Mirepoix (* 1. August 1884; † 16. Juli 1981), 1915 5. Duque de San Fernando Luis, Grand von Spanien 1. Klasse, Mitglied der Académie française; ⚭ 28. Januar 1911 Nicole de Chaponay (* 8. (oder 10.) April 1890; † 5. August 1975), Tochter von Pierre de Chaponay und Constance Schneider
            1. Charles Henri Constantin Marie Joseph Ghislain de Lévis Mirepoix (* 4. Januar 1912; † 1. Dezember 1987), 1981 6. Duque de San Fernando Luis; – Ehepartner und Nachkommen geboren nach 1912[1]
            2. Tochter

          2. Philomène de Lévis-Mirepoix (* 11. August 1887; † 27. Juli 1978), Schriftstellerin unter dem Pseudonym Claude Silve, Prix Femina 1935; ⚭ 28. Juni 1927 Jules Comte de La Forest-Divonne († 18. Juni 1975)

      2. (2) Sigismond de Lévis-Mirepoix (* 24. August 1821; † 2. Juli 1886); ⚭ 18. Juli 1843 Juliette de Balbes-Berton de Crillon (* 23. September 1822; † 26. März 1900), Tochter von Félix de Balbes-Berton, Duc de Crillon, Duque de Mahón, und Zoé de Rochchouart-Mortemart
        1. Gaston de Lévis-Mirepoix (* 5. Mai 1844; † 26. Dezember 1924); ⚭ 4. Juli 1867 Marie Thérèse d’Hinnisdael (* 25. Juli 1844; † 12. Oktober 1934), Tochter von Comte Herman d’Hinnisdael und Marie Gabrielle de Bryas
        2. Félix de Lévis-Mirepoix (* 1. Mai 1846; † 1. April 1928); ⚭ 9. April 1872 Marthe de Prévost de Saulty (* 23. Juli 1854; † 31. März 1929), Tochter von Henri Prévost de Saulty und Nelly Guillaume
          1. Nelly de Lévis-Mirepoix (* 18. März 1873; † 2. Januar 1951); ⚭ 8. Juni 1892 Félix Vogt Comte d’Hunolstein († 24. April 1952)
          2. Philippe de Lévis-Mirepoix (* 28. April 1874; † 21. Mai 1923); ⚭ 17. Mai 1901 Marie Comtesse de Beauffort (* 17. August 1877; † 24. Oktober 1919), Tochter von Comte Henri de Beauffort und Marie Freiin Vogt von Hunolstein
          3. Jean de Lévis-Mirepoix (* 15. Juni 1876; † 8. Mai 1948); ⚭ 22. Juli 1902 Elisabeth de Montesquiou-Fézensac (* 24. Juni 1873; † 22. Januar 1949), Tochter von Comte Pierre de Montesquiou-Fézensac und Marie de Rohan-Chabot
          4. Albert de Lévis-Mirepoix (* 16. November 1879; † 5. Januar 1903)
          5. François Gaston Marie de Lévis-Mirepoix (* 28. März 1882; † 20. März 1885)
          6. Marie Joséphine Marthe de Lévis-Mirepoix (* 11. März 1885; † 1. Dezember 1885)
          7. Marie de Lévis-Mirepoix (* 23. April 1890; † 13. September 1968); ⚭ 12. März 1920, geschieden 31. März 1925) Oswald Vicomte Ruinart de Brimont († 6. April 1943)
          8. François de Lévis-Mirepoix (* 19. Oktober 1894; † 13. September 1958); ⚭ 23. Juni 1923 Jeanne Aymé de La Chevrelière (* 7. November 1900), Tochter von Baron Charles Aymé de La Chevrelière und Cécile Seguier – Nachkommen geboren nach 1912

        3. Adrien de Lévis-Mirepoix (* 2. Januar 1849; † 13. November 1931); ⚭ 17. Januar 1874 Isabelle Comtesse de Beauffort (* 7. August 1849; † 1. Juni 1937), Tochter von Marquis Alfred de Beauffort und Marie Clémentine de Châteaubriant
          1. Félicité de Lévis-Mirepoix (* 17. Dezember 1874; † 25. November 1948); ⚭ 18. Oktober 1893 Aymard Guigues de Moreton, Marquis de Chabrillan († 8. Januar 1950)
          2. Gui de Lévis-Mirepoix (* 11. März 1879; † 12. März 1940) Prince de Robecq (maritali nomine); ⚭ 11. Juni 1906 Marie de Cossé-Brissac (* 8. Juli 1884; † 17. Dezember 1951), 24. Mai 1935 spanische 12. Princesse de Robecq, Grande von Spanien 1. Klasse, Tochter von Charles de Cossé, Comte de Brissac, und Jeanne de Pérusse des Cars (Cossé-Brissac)
            1. Emmanuel (* 23. August 1909; † 28. Mai 1951), 13. Prince de Robecq; ⚭ 7. November 1935 Marie Louise de Nicolay (* 14. Januar 1904), Tochter von Théodore de Nicolay und Jeanne Ducos

        4. Athanase Gustave Marie Pierre de Lévis-Mirecourt (* 7. Januar 1852; † 16. Juni 1857)

      3. (2) Adrienne Charlotte Félicité de Lévis-Mirepoix (* 17. März 1818; † 17. Juni 1835)
      4. (2) Augustine Charlotte Gaston Marie de Lévis-Mirepoix (* 1827/27; † 3. Mai 1830)

  2. Marie Vincentine de Lévis (* 4. September 1754; † September 1835); ⚭ (Ehevertrag 13. November 1770) Jean Jacques Joseph, Marquis de Polastron-Lailhère († 1795)
  3. Henriette Charlotte de Lévis (* 17. Dezember 1755; † 30. März 1830), 1766/75 Kanonikerin von Saint-Denis zu Metz, tritt zurück
  4. Marie Gabrielle Elisabeth de Lévis (* April 1757; † 28. Mai 1806), 1775 Benediktinerin in Montargis, dann Priorin in Bodney, England
  5. Marie Jeanne Éléonore de Lévis (* 1759; † 1783); ⚭ 31. Mai 1778 François Louis Vicomte de Monteil
  6. Jeanne Odette de Lévis (* 6. Oktober 1760; † 18. Oktober 1822 in den USA), 1790 Kanonikerin in Neuville; ⚭ NN de Lesquierno-Kerblay
  7. Marie Thérèse Gabrielle de Lévis (* 7. September 1761); ⚭ (Ehevertrag 18. September 1780) Louis Silvestre Marquis de Cruzy-Marsillac
  8. Louise Elisabeth Victoire (* 15. Mai 1766; † 24. Mai 1830), Benediktinerin in Montargis, 1806 Priorin in Bodney, England
  9. Gui Casimir Adélaide Marie de Lévis (* 14. Juli 1769; † Mai 1817); ⚭ NN de Montaigne
    1. Vincentine de Lévis; ⚭ Melchior de Kercado
    2. Gustave Gaston de Lévis († 1820)
    3. Gui Marie Henri de Lévis († 1821)

### Die Ducs de Lévis
1. Salomon de Lévis († 22. Juni 1683), Seigneur de Limbrassac, de Belloc, 1640 Baron d’Ajac; ⚭ (Ehevertrag 5. Dezember 1640) Catherine de Ferroul, Baronne d’Ajac († nach 13. Juli 1680) → Vorfahren siehe oben: Die Seigneurs et Marquis de Léran
  1. Jean de Lévis; ⚭ nach 1683 Reine du Pont
  2. Alexandre de Lévis († Januar 1713 vor dem 31.)
  3. Joseph de Lévis († nach 30. September 1722), Seigneur de Saint-Sernin; ⚭ Thérèse de Montfaucon
    1. Jean Alexandre de Lévis
    2. Elisabeth de Levis († nach 6. November 1782), Dame de Saint-Simon; ⚭ Louis de Cazemajou de Paza, Seigneur de Rouffia, 1762 bezeugt

  4. Jean de Lévis († 3. Februar 1720), Seigneur d’Ajac et de Tauters; ⚭ 18. Juni 1715 Jeanne de Maguelonne, Tochter von Jean de Maguelonne, Seigneur de Salettes, und Jeanne de Hautpoul
    1. Pierre de Lévis († 16. März 1785), genannt Marquis de Lévis, Baron d’Ajac; ⚭ (Ehevertrag 24. April 1754) Marie de Sébiascolp de Murat, Tochter von Jean Jerôme de Sébiascolp und Paule de Pont-Souare
      1. Jeanne Marie de Lévis (* 18. Februar 1755); ⚭ vor 24. Juni 1776 Pierre Marie Gilbert de Montcalm-Gozon, Marquis de Saint-Véran

    2. François de Lévis (* 20. August 1719; † 27. November 1787), 1756–1760 Commandant des Armées du Roi au Canada, Lieutenant-général des Armées du Roi, 1765 Gouverneur von Artois, 1776 Ritter im Orden vom Heiligen Geist, 1783 Marschall von Frankreich, August 1784 Duc de Lévis; ⚭ 28. Februar 1762 Augustine Gabrielle Michel († guillotiniert 10. Juli 1794), Tochter von Gabriel Michel, Seigneur de Périne, de Doulon et de Tharon, Staatssekretär und Direktor der Compagnie des Indes, und Anne Bernier
      1. Augustine Gabrielle Françoise de Lévis (* 22. Dezember 1762); ⚭ 16. Juli 1780 Cristoforo Dominico Maria Vicente Marchese de Spinola, Botschafter der Republik Genua am französischen Hof
      2. Gaston Pierre Marc de Lévis (* 7. März 1764; † 15. Februar 1830), genannt Vicomte de Lévis, 1787 2. Duc de Lévis, 4. Juni 1814 Pair de France, 1815 Maréchal de camp, 1816 Mitglied der Académie française, 31. August 1817 erblicher Duc-Pair; ⚭ (Ehevertrag 26. Mai 1785) Françoise Pauline Louise-de-Paule Charpentier, Damme d’Ennery († 31. Januar 1819 (oder 2. November 1829)), Tochter von Victor Thérèse Charpentier, Comte d’Ennery, Gouverneur von San Domingo, und Rose Bénédicte d’Alesso d‘Éragny
        1. Adèle Charlotte Augustine de Lévis (* 10. (oder 11.) Dezember 1788; † 21. August 1848); ⚭ 17. April 1809 Théodore Marquis de Nicolay, Pair de France († 7. Juni 1871)
        2. Gaston François Christophe Victor de Lévis (10. April 1794 in Richmond (Surrey); † 9. Februar 1863 in Venedig), 1830 3. Duc de Lévis; ⚭ 27. und 28. März 1821 Marie Catherine Armande d’Aubusson de La Feuillade (* 4. Juni 1798; † 28. April 1854), Tochter von Pierre Raymond Hector Vicomte d’Aubusson, Comte de La Feuillade, Pair de France

      3. Marie Gabrielle Artois de Lévis (* 12. Oktober 1765; † guillotiniert 10. Juli 1794); ⚭ (Ehevertrag 28. September 1783), geschieden 1793, Charles René Félix de Vintimille, Comte du Luc, genannt Comte de Vintimille († 3. September 1806)
      4. Henriette Françoise de Lévis (* 22. April 1767; † guillotiniert 10. Juli 1794); ⚭ Charles Raymond Ismidon de Bérenger, Comte de Gua, Maréchal de camp († nach 1814)

  5. Jean Pierre de Lévis, Seigneur de Rieumes; ⚭ NN
    1. Pierre de Lévis; ⚭ NN
      1. 1 Sohn, 2 Töchter

  6. Gabrielle de Lévis, testiert 11. Juli 1711; ⚭ (Ehevertrag 10. Juli 1695) Henri Gaston de Lévis, genannt Baron de Léran, Seigneur d’Audou et de Taurine († 16. August 1726) (siehe oben)
  7. Anne de Lévis († 11. April 1717)
  8. Elisabeth (nach 30. Januar 1723, 40 Jahre alt); ⚭ François d’Alverny, Seigneur de Villa-Pomène

### Die Linie Ventaillole
1. Antoine de Lévis († nach 15. Februar 1609), 1534 bezeugt, Seigneur de Ventaillole; ⚭ Madeleine (de Lordat, 1547 Witwe von NN de Sévère) – Vorfahren siehe oben
  1. François de Lévis († 1627), 1598 bezeugt; ⚭ 4. November 1608 Claire de Pompadour († vor 1681), Tochter von Jean de Pompadour, Seigneur de Villesesque
    1. Antoine de Lévis († 1692), Seigneur de Ventaillole; ⚭ (Kontrakt 5. August 1640, Dispens 23. Januar 1643) Angélique de Lévis († 1704), Tochter von Jean Claude de Lévis, Seigneur de Léran, und NN (siehe oben)
      1. Philibert (alias Jacques) de Lévis († 1732); ⚭ Gabrielle Joffres – Nachkommen erloschen im 20. Jahrhundert
      2. Louis de Lévis († 1742) ; ⚭ Guillerme Marty
        1. François de Lévis – Nachkommen
        2. André de Lévis – Nachkommen erloschen im 20. Jahrhundert

      3. François de Lévis († 11. September 1719); ⚭ Jeanne Astre
        1. Paule de Lévis, 1732/48 bezeugt; ⚭ Jean Verdier de Léran

    2. Gabrielle de Lévis (* 1619/20; † 4. August 1685)
    3. Louise de Lévis († nach 4. April 1625)
    4. Françoise de Lévis († nach 5. August 1640)

  2. Germain de Lévis, 1595/98 Abt von Le Mas-d’Azil, 1605 im Gefängnis von Castres
  3. Jeanne de Lévis; ⚭ Antoine Nègre, Seigneur de Bleau
  4. Marie de Lévis; ⚭ vor 1598 NN de Voisons, Sohn vom Seigneur d’Arques
  5. Gabrielle de Lévis; ⚭ NN, Seigneur de Niort

### Die Vicomtes de Lautrec und Comtes de Villars
1. Philippe II. de Lévis, 1309 bezeugt, Seigneur et Vicomte de Lautrec, testiert 1. Oktober 1346; ⚭ (1) 11. September 1329 Éléonore de Châteauneuf d’Apchier († 18. August 1330), Tochter von Guérin V. de Châteauneuf, Sire d‘Apchier, und Gausserande de Narbonne; ⚭ (2) 1336 Jamaigne de Roche-en-Régnier, testiert 3. August 1359 und 24. Januar 1360, Tochter von Guigue VI. de Roche und Gillette (Guiote) de Posquières, Dame de Broussah, de Bellegarde et de Jonquières – Vorfahren siehe oben
  1. (2) Jean de Lévis
  2. (2) Bertrand de Lévis, 1359 bezeugt, 1369 Seigneur de Marly, Apostolischer Protonotar, Domherr zu Chartres, 1376 Archidiakon zu Dreux, testiert 29. September 1382
  3. Guigue I. de Lévis (* 3. November 1338; † vor 9. Dezember 1367), 1344 Sire de Roche-en-Régnier, 1346 Vicomte de Lautrec, 1352 volljährig, testiert 25. April 1366; ⚭ Saure de La Barthe, Tochter von Géraud de La Barthe, Seigneur d’Aure et de La Barthe, und Brunissende de Lautrec
    1. Philippe III. de Lévis († vor 15. November 1380), 1366/68 minderjährig, Seigneur de Roche-en-Régnier, Vicomte de Lautrec, 1368 Seigneur de Marly, testiert 12., 16., und 17. August 1380; ⚭ (Ehevertrag 6. August 1372) Éléonore de Thoire et Villars († 1400 vor 16. Oktober), Dame de Miribel, d’Annonay et de Bussy-en-Beaujolais, Tochter von Humbert VI. de Thoire et Villars, und Béatrix de Chalon, Witwe von Édouard de Beaujeu
      1. Gui (Guigue) de Lévis († zwischen 3. Oktober 1383 und 4. August 1385), 1380 Sire de Roche-en-Régnier, Vicomte de Lautrec
      2. Philippe IV. de Lévis, 1384/94 minderjährig, Sire de Roche-en-Régnier, 1400 Vicomte de Lautrec, Seigneur de Miribel, 1423 Baron d’Annonay, 1432 (savoyardischer) 1. Comte de Villars, testiert 4. Januar 1440; ⚭ (Ehevertrag 19. Juni 1395) Antoinette d'Anduze († zwischen 4. Januar 1440 und 12. Oktober 1441), Erbtochter von Louis d’Anduze, Seigneur de La Voulte-sur-Rhône, Co-Seigneur d’Olargues, und Marguerite d’Apchon
        1. Antoine I. de Lévis († 1462), 1414 bezeugt, 1441 Seigneur de Vauvert, d’Annonay et de Belcastel, Baron de Roche-en-Régnier, Vicomte de Lautrec, 2. Comte de Villars, 1451 Seigneur de Vierzon; ⚭ (1) (Ehevertrag Oktober 1421) Louise de Tounon († wohl 1424), 1423 bezeugt, Dame de Beauchastel, de Serrières et d’Olhuet, Tochter von Odon de Tournon, Seigneur de Serrières etc.; ⚭ (2) (Ehevertrag 19. November 1425) Isabelle de Chastres († wohl 1443), testiert 29. Juli 1437, Tochter von Hector de Chastres, Seigneur d’Ons-en-Bray, und Antoinette d’Aymeri; ⚭ (3) 22. August 1443 Jeanne de Chalençon, genannt de Polignac († 22./26. Februar 1475), Tochter von Louis Armand de Chalençon, Vicomte de Polignac, und Isabelle de La Tour (Haus Chalencon)
          1. (2) Jean de Lévis († zwischen 15. Februar und 9. März 1474), 1447 bezeugt, Vicomte de Lautrec, bis 1466 3. Comte de Villars, bis 1469 Seigneur de Roche-en-Régnier, de Vauvert, d’Ons-en-Bray, Chesnedoré etc.; ⚭ (Ehevertrag 22. August 1451) Thomine de Villequier († zwischen 2. November 1474 und 28. Juni 1482), Tochter von Robert de Villequier und Marthe de Gamaches
            1. (unehelich, Mutter unbekannt) Antoinette bâtarde, 1474 bezeugt

          2. (2) Antoine II. de Lévis; 1464/67 Seigneur d’Ons-en-Bray, 1466 Seigneur de Vierzon, 1474 4. Comte de Villars, 1496 geistlich; ⚭ Jeanne de Chamborant († nach 26. November 1494)
          3. (2) Catherine de Lévis († 1478), 1440 bezeugt; ⚭ (1) (Ehevertrag 3. August 1441) Antoine de Clermont, Baron de Surgères († vor 1461); ⚭ (2) vor 10. August 1470 Joachim de Velort, Seigneur de La Chapelle-Bellouin († 1478)

        2. Bermond de Lévis, 1414/95 bezeugt, 1429 Seigneur de Miribel, 1441 Baron de La Voulte, Seigneur de Miribel; ⚭ (Ehevertrag 14. Januar 1423 und 14. Juli 1424) Aynette de Châtelus, Vicomtesse de Remond, Dame de Poligny et de Châteaumorand, testiert 4. November 1476, Tochter von Jean III. de Châtelus, Seigneur de Châtelus et de Châteaumorand, und Marie de Frolois
          1. Gilbert de Lévis († 1465)
          2. (unehelich, Mutter unbekannt) Jacques de Lévis, 1487 Kanoniker zu Viviers
          3. Louis de Lévis, Baron de La Voulte, Comte de Ventadour, 1514 Seigneur de Vauvert et de Marguerittes, Lieutenant-général de Languedoc, testiert 14. Mai 1521; ⚭ (Ehevertrag 12. Juli 1472) Blanche de Ventadour, Dame de Charlus († 19. November 1492), Erbtochter von Louis, Comte de Ventadour – Nachkommen siehe unten
          4. Jacques de Lévis (* 5. November 1447; † 25. April 1521), Seigneur de Châtelus, 1476 Seigneur de Châteaumorand; ⚭ (Ehevertrag 14. August 1484) Louise de Tournon († 11. August 1501), Tochter von Jacques, Sire de Tournon
            1. Catherine de Lévis (* 19. Mai 1486; † nach 4. Februar 1536); ⚭ (Ehevertrag 19. November 1509) Jean de Saint-Chamans, Baron de Pujols († nach 4. Februar 1536)
            2. Jean de Lévis (* 1491; † vor 13. August 1541), 1521 Baron de Châteaumorand, 1537 Seneschall der Auvergne, testiert 28. Mai 1541; ⚭ (Ehevertrag 1. Mai 1507) Jeanne d’Estampes († 22. Juli 1540), Tochter von Jean d’Estampes und Madeleine de Tonnerre (Haus Estampes)
            3. Antoine de Lévis († 1566), 1516 Domherr zu Lyon, Abt von Bénisson-Dieu und Bischof von Saint-Paul-Trois-Châteaux, 1525 Erzbischof von Embrun, 1541 Seigneur de Châteaumorand, 1548 Bischof von Saint-Flour
            4. Jacques de Lévis († nach 24. April 1521)
            5. Isabelle de Lévis, 1516 bezeugt; ⚭ (Ehevertrag 19. November 1509) Pierre Barton, Seigneur de Montbas et de Lubignac († 30. Juli 1556)
            6. Pérenelle de Lévis, 1516 bezeugt, Äbtissin von Cusset
            7. Jeanne de Lévis, 1516/20 bezeugt, Äbtissin von Confalent

          5. Jeanne de Lévis († vor 1487); ⚭ vor 1476 Jacques Loup, Seigneur de Beauvoir-en-Bourbonnais
          6. Agnès de Lévis, testiert 1470; ⚭ (Ehevertrag 26. Februar 1467) Thiébaut, Seigneur de Lugny

        3. Gasparde de Lévis, 1414 bezeugt; ⚭ (Ehevertrag 9. September 1427) Claude de La Baume, 2. Comte de Montrevel (Haus La Baume-Montrevel)
        4. (unehelich, Mutter unbekannt) Jean bâtard de La Roche, 1414/21 bezeugt
        5. (unehelich, Mutter unbekannt) Mathieu bâtard de Lévis († 26. August 1493), genannt de Villars, 1461 bezeugt, 1466 legitimiert, Seigneur de Douligneux-Dombe

      3. Catherine de Lévis († nach 4. August 1385), 1380 bezeugt
      4. Béatrix de Lévis, 1380/86 bezeugt

### Die Ducs de Ventadour
1. Louis de Lévis, Baron de La Voulte, Comte de Ventadour, 1514 Seigneur de Vauvert et de Marguerittes, Lieutenant-général de Languedoc, testiert 14. Mai 1521; ⚭ (Ehevertrag 12. Juli 1472) Blanche de Ventadour, Dame de Charlus († 19. November 1492), Erbtochter von Louis, Comte de Ventadour – Vorfahren siehe oben
  1. Gilbert I. de Lévis († 5. September 1529), 1491 bezeugt, 1499 Comte de Ventadour, Baron de La Voulte; ⚭ (Ehevertrag 5. Oktober und 22. November 1490) Jacqueline du Mas (* 1476/77; † 1557 nach 18. April), Tochter von Jean du Mas, Seigneur de l’Isle, Grand maître réformateur des Eaux et Forêts de France, und Jacqueline du Carbonnel
    1. Gilbert II. de Lévis (* 1504), Comte de Ventadour, Baron de La Voulte, testiert 18. April 1557; ⚭ (Ehevertrag 2. Februar 1528) Suzanne de Laire, Dame de La Motte, de Grigny et de Cornillon, testiert 17. März 1550 († vor 1557), Tochter von Jacques de Laire, Seigneur de Cornillon, und Antoinette de Tournon
      1. Gilbert III. de Lévis († 1591 nach 9. Mai), 1552 bezeugt, Seigneur de La Voulte, Comte und Februar 1578 Duc de Ventadour, 1578 Ritter im Orden vom Heiligen Geist, Juni 1589 Pair de France, 1571 Gouverneur des Limousin; ⚭ (Ehevertrag 25. Juni 1553) Catherine de Montmorency, Tochter von Anne de Montmorency, Duc de Montmorency, Pair de France, Connétable von Frankreich (Haus Montmorency)
        1. Gilbert de Lévis († vor 1591), 1582/84 bezeugt, Comte de La Voulte
        2. Anne de Lévis († 8. Dezember 1622), 1581 bezeugt, 1591 2. Duc de Ventadour, 1594 Pair de France, Baron de La Voulte, Seigneur de Douzenac, de Boussac, de Roche-en-Régnier, d’Annonay, de Cornillon, de Vauvert etc., Gouverneur des Limousin, Lieutenant-général des Languedoc, 1599 Ritter im Orden vom Heiligen Geist; ⚭ (Ehevertrag 25. Juni, 28. Juni und 27. Juli 1593) Marguerite de Montmorency (* 15 77; † 3. Dezember 1660), 1632 Dame de Damville, Tochter von Henri I. de Montmorency, Duc de Montmorency, Pair de France, Duc de Damville, Marschall von Frankreich, Connétable von Frankreich (Haus Montmorency)
          1. Anne de Lévis (* 1594/95; † 17. März 1662), Abt von Meynac und Auricourt, Trésorier der Sainte-Chapelle in Paris, 1651 Erzbischof von Bourges und Gouverneur des Limousin
          2. Henri de Lévis (* 1595/96; † 15. Oktober 1680), 1622/31 3. Duc de Ventadour, Pair de France, Baron de La Voulte, Prince de Maubuisson, Comte de Vauvert etc., 1613/31 Lieutenant-général des Languedoc, 1628 geistlich, 1650 Domherr, dann Domdechant zu Paris; ⚭ (Ehevertrag 26. April und 5. Juli 1620) Marie-Liesse de Luxembourg, Princesse de Tingry (* April 1611; † 18. Januar 1660), 1628 geistlich, 1629 Karmelitin in Avignon, 1634 in Chambéry, Tochter von Henri de Luxembourg, duc de Piney, Pair de France, und Madeleine de Montmorency (Haus Luxemburg-Ligny)
            1. (2) Louis-Charles de Lévis († 28. September 1717), 1649 5. Duc de Ventadour, Pair de France, Baron de La Voulte, Gouverneur des Limousin; ⚭ (Ehevertrag 14. Mäz 1671), getrennt lebend, Charlotte Éléonore Madeleine de La Mothe-Houdancourt (* 1654; † 13. Dezember 1744), Tochter von Philippe de La Mothe-Houdancourt, Duc de Cardona, Marschall von Frankreich, und Louise de Prie
              1. Anne Geneviève de Lévis (* 24. Februar 1673; † 20./21. März 1737), Dame de La Voulte, de Tournon, d’Annonay etc.; ⚭ (1) 20. Februar 1691 Louis-Charles de La Tour d’Auvergne, Prince de Turenne (X 4. August 1692 bei Enghien) (Haus La Tour d’Auvergne); ⚭ (2) 19. Februar 1694 Hercule Mériadec de Rohan-Soubise, 1714 Duc de Rohan-Rohan, Pair de France, 2. Prince de Soubise († 26. Januar 1749) (Haus Rohan)

            2. Marguerite Félice de Lévis († 10. September 1717); ⚭ (Ehevertrag 18. April 1668) Jacques Henri de Durfort, 1. Duc de Duras, Pair de France, Marschall von Frankreich
            3. Marie Henriette de Lévis, 1667 Nonne in Moulins

          3. François de Lévis (* 1596; † X 17. September 1625 bei La Rochelle), 1612/24 Bischof von Lodève, tritt zurück, 1624 Abt von Saint-Martin-aux-Bois, Abt von Meynac, 1625 Comte de Vauvert
          4. Charlotte Catherine de Lévis(* 1597; † 1. Januar 1619); ⚭ (Ehevertrag 9. Juni 1616) Just Henri, Comte de Tournon et de Roussillon († 14. März 1643)
          5. Charles de Lévis (* 1599/1600; † 18. Mai 1649), 1604/07 Bischof von Lodève, tritt zurück, 1607 Comte de Vauvert, 1621 Marquis d'Annonay, 1631 4. Duc de Ventadour, Pair de France, Baron de La Voulte, Lieutenant-général des Languedoc und Seneschall des Limousin, 1633 Ritter im Orden vom Heiligen Geist; ⚭ (1) (Ehevertrag 24. März 1634) Suzanne de Lauzières († 27. Mai 1640), Tochter von Antoine de Lauzières, Marquis de Thémines, und Suzanne de Montluc; ⚭ (2) (Ehevertrag 8. Februar 1645) Marie de La Guiche (* 1622/23; † 23. Juli 1701) Tochter von Jean-François de La Guiche, Seigneur de Saint-Géran, Marschall von Frankreich, und Suzanne aux Épaules (Haus La Guiche)
          6. Marie Françoise de Lévis(* 1599/1600; † 1649/50), geistlich zu Chelles, Äbtissin von Avenay, 1611 Äbtissin von Saint-Pierre de Lyon
          7. François Christophe de Lévis (* 1602/03; † 9. September 1661), Comte de Brion, November 1648 Duc de Damville, Pair de France, 1651 Gouverneur des Limousin, 1655 Vizekönig von Neufrankreich; ⚭ vor 5. November 1647 Anne Le Camus de Jambeville († 10. Februar 1651), Witwe von Claude Pinart, Vicomte de Comblisy, Baron de Cramailles, Seigneur de Jambeville, Président au Parlement de Paris, und Marie Leclerc de Liffeville
          8. Louis Hercule de Lévis († Dezember 1678 oder Januar 1679), 1639 Jesuit, 1655 Bischof von Mirepoix, Abt von Saint-Martin-aux-Bois und La Couronne
          9. Diane de Lévis († 18 Jahre alt)
          10. Félicie Marguerite de Lévis († 7 Jahre alt)

      2. Martial de Lévis († 19. Januar 1572), 1554 Abt von Auberive
      3. Jacqueline de Lévis († nach 18. April 1557); ⚭ (Ehevertrag 1. Juli 1543) François de Chalençon, Baron de Rochebaron, testiert 18. Februar 1560 (Haus Chalencon)
      4. Françoise de Lévis († nach 18. April 1557); ⚭ (Ehevertrag 11. Juni 1551) François de La Baume, Comte de Suze († 19. August 1588) (La Baume de Suze)
      5. Blanche de Lévis († nach 18. April 1557); ⚭ (Ehevertrag 12. Juni 1556) Louis d’Amboise, Comte d’Aubijoux († 20. Oktober 1614) (Haus Amboise)

    2. Pétronille de Lévis († vor 28. Juli 1526); ⚭ (1) André de Crussol, Vicomte d’Uzès († 20. Oktober 1521) (Haus Crussol); ⚭ (2) (Ehevertrag 7. Januar 1522) Joachim de Chabannes, Seigneur de Curton, Seneschall von Toulouse (Haus Chabannes)
    3. Blanche de Lévis, testiert 25. Dezember 1557; ⚭ (Ehevertrag 27. August 1527) Louis d’Agoult de Montauban, Baron de Sault et de Roussillon († nach 17. Juli 1530)
    4. Jacqueline de Lévis († nach 18. April 1557); ⚭ (Ehevertrag 28. Juni 1541), geschieden 24. August 1550, Jean II. de Damas, Baron de Digoine, 1547/99 bezeugt

  2. Jean de Lévis († 1519), 1487 bezeugt, 1501 Baron de Charlus, Seigneur de Champagnac, de Granges et de Margeride; ⚭ (Ehevertrag 13. September und 1. Oktober 1501) Françoise de Poitiers († nach 12. März 1546), Tochter von Aymar de Poitiers, Seigneur de Saint-Vallier (Haus Poitiers-Valentinois) – Nachkommen siehe unten
  3. François de Lévis († 1535), 1487 bezeugt, 1517 Bischof von Tulle, Abt von Obasine
  4. Charles de Lévis, 1487 bezeugt, Dompropst von Tulle, 1521/36 Abt von La Valette, Abt von Bonnaigue, testiert 1536
  5. Catherine de Lévis, 1487/1521 bezeugt, als Witwe geistlich zu Saint-Laurent d’Avignon; ⚭ 1492 Joachim de Brion, Seigneur du Cheylard († 1506)

### Die Linie Charlus
1. Jean de Lévis († 1519), 1487 bezeugt, 1501 Baron de Charlus, Seigneur de Champagnac, de Granges et de Margeride; ⚭ (Ehevertrag 13. September und 1. Oktober 1501) Françoise de Poitiers († nach 12. März 1546), Tochter von Aymar de Poitiers, Seigneur de Saint-Vallier (Haus Poitiers-Valentinois) – Vorfahren siehe oben
  1. Gilbert de Lévis, 1510/35 bezeugt
  2. Charles I. de Lévis († wohl 1563), 1534/62 bezeugt, Baron de Charlus, de Granges et de Montregard, Seigneur de Druy, des Barres, de Beauregard et de Poligny, Vicomte de Lugny, 1534 Grand maître enquêteur et général réformateur des Eaux et Forêts de France; ⚭ (1) (Ehevertrag 6. Februar 1534) Marguerite Brachet († nach 9. März 1548), Tochter von Mathurin Brachet, Seigneur de Montagu, und Catherine de Rochechouart; ⚭ (2) 1554 Guillemette de Ricamez, Dame de Maulde († nach 22. Dezember 1587), Tochter von Jean, Seigneur de Ricamez, und Guillemette de Maulde, Witwe von François de Stavayé, Seigneur de Mézières
    1. (1) Claude de Lévis († 27. Juni 1593), Baron de Charlus, de Granges et de Poligny, Juli 1586 Comte de Charlus, Lieutenant-général de Limousin; ⚭ (Ehevertrag 23. August 1559) Jeanne de Maumont († nach 3. Dezember 1597), Tochter von Jean, Seigneurde Maumont, und Madeleine de Colonges
      1. Jean Louis de Lévis († ermordet Oktober 1611), 1593 2. Comte de Charlus, Baron de Granges et de Maumont, Seigneur de Poligny, de Saint-Quintin, de Margeride, de Miramont etc.; ⚭ (Ehevertrag 16. März 1590) Diane de Daillon du Lude († nach 1642), Tochter von Gui de Daillon, Comte du Lude, und Jacqueline Motier de Lafayette (Haus Daillon)
        1. François de Lévis (* 1596; † ermordet Oktober 1611)
        2. Charles II.de Lévis († 1662), 1611 3. Comte de Charlus, 1629 Comte de Saignes, Baron de Granges, et de Poligny, Seigneur de Champeroux etc.; ⚭ (Ehevertrag 6. Juli 1620) Antoinette de l’Hôpital († nach 30. November 1669), Tochter von Louis de l’Hôpital, Seigneur de Vitry, und Françoise de Brichanteau
          1. Louis de Lévis (~ 28. Dezember 1623)
          2. Roger de Lévis (* 25. April 1625; † 1686), 1662 4. Comte de Charlus, Marquis de Poligny, Baron de Saignes, de Granges, de Champeroux, de Montevrin etc., Lieutenant-général des Bourbonnais; ⚭ (1) (Ehevertrag 30. August 1642) Jeanne de Montjouvent († nach 22. Mai 1644), Erbtochter von Marie François Baron de Montjouvent und Angélique de Vienne-Solignac; ⚭ (2) (Ehevertrag 5. November 1656) Louise de Beauxoncles († 1. Juli 1662), Tochter von Louis de Beauxoncles, Seigneur d’Oucques, Maréchal de camp, und Anne de l’Hôpital-Saint-Mésine; ⚭ (3) Anne de Perdier, Dame de Coussay-les-Bois et de La Houpandière, Witwe von Charles de Béthisy, Seigneur de Mézières
            1. (1) Charles Antoine de Lévis (* 1643/44; † 22. April 1719), 1686 5. Comte de Charlus, Marquis de Poligny, Baron de Montjouvent etc., 1680 Lieutenant-général des Bourbonnais; ⚭ (Ehevertrag 4. August 1668) Marie Françoise-de-Paule de Béthisy († 30. Januar 1719), Tochter von Charles de Béthisy, Seigneur de Mézières, und Anne de Perdier
              1. Charles Eugène de Lévis (* 29. Januar 1669; † 9. Mai 1734), 1719 6. Comte de Charlus, Marquis und Februar 1723 Duc de Lévis, Pair de France, Lieutenant-général und Gouverneu des Bourbonnais, 1731 Ritter im Orden vom Heiligen Geist; ⚭ (Ehevertrag 27. Januar 1698) Marie Françoise d’Albert (* 15. April 1678; † 3. November 1735), Tochter von Charles Honoré d’Albert, Duc de Chevreuse et de Luynes, Pair de France (Haus Albert)
                1. Marie Françoise (* 1698; † 2. Dezember 1728); ⚭ (Ehevertrag 20. Januar 1722) Joseph François de La Croix, Marquis de Castries, Maréchal de camp und Gouverneur von Montpellier († 24. Juni 1728)
                2. Charles de Lévis (* 1699; † 10. Dezember 1724), Comte de Charlus
                3. François Honoré de Lévis (* 1706; † 24. Februar 1727), Marquis de Lévis, 1724 Comte de Charlus
                4. Marie Louise de Lévis (* 9. September 1712; † 1712)
                5. Gui Antoine de Lévis (* 1715; † 4. Juni 1725)
                6. Philippe de Lévis (* 9. November 1716; † klein)

              2. Marie Anne de Lévis († 16. August 1644); ⚭ (Ehevertrag 23./26. Juni 1692, getrennt 26. August 1719) Philippe Eléazar François de Lévis, Marquis de Châteaumorand et de Valboney († 16. August 1740) (siehe unten)
              3. Marie Charlotte de Lévis († 10. Februar 1719), geistlich in Sainte-Menehould, 1705 Äbtissin von Notre-Dame de Nevers
              4. Marie Henriette de Lévis († 4. Mai 1731), vor 1711 Priorin von Chambenois de Provins, 1719 Äbtissin von Notre-Dame de Nevers
              5. 2 Töchter († zwischen 28. Februar und 31. Mai 1711), eine geistlich zu Chambenois de Provins
              6. Catherine Agnes de Lévis († 16. Dezember 1738); ⚭ (Ehevertrag 20. September 1720, getrennt 25. September 1723) Alexandre François Comte de Montbrun

            2. (1) Gilbert de Lévis, Marquis de Poligny, Abt von Port-Dieu
            3. (1) Gaspard de Lévis († 1675), Malteserordensritter
            4. (1) Claude de Lévis († vor 2. Juli 1704), geistlich zu Bellechasse
            5. (2) Roger de Lévis († jung)
            6. (2) Elisabeth de Lévis (* 1. November 1657)
            7. (2) Catherine Agnès de Lévis (* 1658/59; † 12. Juni 1728), 1682 Kanonikerin in Remiremont; ⚭ Ende 1682 Louis Fouquet, Marquis de Belle-Isle († 25. August 1738), Sohn von Nicolas Fouquet und Marie-Madeleine de Castille-Villemareuil

        3. Claude de Lévis, testiert 16. November 1624, Malteserordensritter
        4. Jean Claude de Lévis († 25. Dezember 1672), 1625 Marquis de Châteaumorand et de Valromey, Baron de Châtelus; ⚭ (Ehevertrag 27. Dezember 1625) Catherine de La Baume-Saint-Amour († 1663), Tochter von Philibert de La Baume, Comte de Saint-Amour, und Hélène Perrenot de Granvelle, Dame de Beaujeu-sur-Saône
          1. Gilbert de Lévis († ermordet vor 1662)
          2. Henri Louis de Lévis (* 3. Juni 1640; † 30. September 1675), 1672 Marquis de Châteaumorand; ⚭ (Ehevertrag 18. Juni 1667) Marguerite d’Austrein, Dame de Gravins, testiert 11. August 1684 († vor 21. März 1685), Tochter von Louis d’Austrein, Seigneur de Gravins, und Marguerite de Bullion, Witwe von Claude Charles d’Apchon, Comte de Ponein
            1. Philippe Eléazar François de Lévis (~ 10. August 1673; † 10. August 1740), 1675 Marquis de Châteaumorand et de Valromey; ⚭ (Ehevertrag 23./26. Juni 1692, getrennt 26. August 1719) Marie Anne de Lévis († 16. August 1744), Tochter von Charles Antoine François de Lévis, Comte de Charlus (siehe oben)
              1. Charles François de Lévis (* 8. November 1698; † 22. Januar 1751), Marquis de Châteaumorand et de Valromey, Baron de Châtelus et du Breuil, Lieutenant-général und 1734 Gouverneur des Bourbonnais; ⚭ (Ehevertrag 20. August 1726) Philiberte Languet de Robelin de Rochefort († 28./29. November 1756), Tochter von Guillaume Languet de Robelin, Comte de Rochefort, und Marie Odette Quarré de Rumilly
                1. Catherine Agnès de Lévis († 6. September 1783); ⚭ (Ehevertrag 23. August 1751) Louis Marie François Gaston de Lévis, Marquis de Léran († 23. Februar 1800 in Venedig) (siehe oben)
                2. Anne Charlotte de Lévis (~ 3. September 1736; † vor 31. Januar 1769); ⚭ (Ehevertrag 7. August 1755) Louis Claude, Marquis de Clermont-Montoison, Baron de Chagny († nach 1772)
                3. Marie Éléonore Eugénie de Lévis; ⚭ (Ehevertrag 15. April 1759) Charles François Casimir de Saulx, 1. Duc de Saulx-Tavannes († Januar 1792)
                4. Marie Odette de Lévis (* 1740; † 8. Dezember 1766); ⚭ (Ehevertrag 4. März 1760) Achille Joseph Robert, Marquis de Lignérac
                5. Marie de Lévis, 1769 Nonne zu Montargis

            2. Marguerite de Lévis (* 1668/69); ⚭ (Ehevertrag 19. April 1684) Pierre de Sève († nach 14. Januar 1703)
            3. Diane de Lévis (* 1670), testiert 10. April 1692, Nonne zu Lyon
            4. Marie de Lévis (* 1671; † Mai 1722)
            5. Tochter († vor 1684), 1675 Mademoiselle du Breuil genannt
            6. Hélène de Lévis (* postum 1675; † 25. April 1736), Nonne zu Lyon

          3. Hélène de Lévis († nach 3. Februar 1696); ⚭ (Ehevertrag 23. August 1644) Gaspard Charles d’Espinchal, Seigneur de Massiac, kurbayrischer Generalleutnant
          4. Gabrielle de Lévis († nach 16. April 1714), geistlich zu Moulins; ⚭ (Ehevertrag 25. April 1669) Alexandre de Falcoz, Seigneur de La Blanche et d’Anjou-en-Dauphiné († vor 22. Dezember 1698)
          5. Diane de Lévis, 1662 geistlich im Kloster La Bénisson-Dieu
          6. Catherine Antoinette de Lévis († 1690), geistlich in La Bénisson-Dieu, 1690 Superiorin

      2. Jeannette Gabrielle de Lévis († 1630); ⚭ (Ehevertrag 24. April 1597) Edme Robert, Seigneur de Lignerac et de Saint-Chamant
      3. Claudine; ⚭ (Ehevertrag 3. Dezember 1597) Christophe, Seigneur de Saint-Genest

    2. (1) Gabrielle de Lévis († nach 12. Juli 1579); ⚭ (Ehevertrag 12. April 1558) Antoine Le Long de Chenillac, 1566 Baron de Châteaumorand et de Châtelais, Seigneur de Chaugy, de Vachières etc. († 1573)
    3. (unehelich, Mutter unbekannt) Louis, 1596 de Charlus, testiert 19. April 1599; ⚭ (Ehevertrag 2. April 1586) Françoise de Vaysses, Tochter von Guillaume de Vaysses, Seigneur de Sourniac , und Catherine de Saint-Martial
      1. Jean, 1599/1613 bezeugt, 1613 Pfarrer zu Sourniac
      2. Charles, 1599 bezeugt, Seigneur de Sourniac; ⚭ (Ehevertrag 8. Mai 1617) Anne d’Autressac, Tochter von Jean d’Autressac, Co-Seigneur de Sartigues, und Jeanne de Cappet
        1. Jeanne de Charlus, Nonne zu La Brouilhe

      3. François, François, Claude und Gabrielle, 1599 bezeugt
      4. Hélène; ⚭ Michel Soulier de Spontour

  3. Louis de Levis, Seigneur de Beauregard-en-Bourbonnais
  4. Jean de Lévis († 1564) Malteserordensritter
  5. Blanche und Renée de Lévis, 1521 bezeugt, geistlich zu Montigny
  6. Catherine de Lévis († nach 9. Mai 1572), 1521 bezeugt; ⚭ (Ehevertrag 1. Februar 1553) Esprit de Harville, Seigneur de Palaiseau et de Nainville († vor 8. Januar 1572)

### Die Linie Florensac
1. Philippe I. de Lévis († 1418 vor 1. August), 1383 bezeugt, Seigneur de Florensac, de Lévis, de Marly, de Magny-les-Essarts etc.; ⚭ 1382 Alix de Caylus, testiert 1418, Tochter von Guillaume, Seigneur de Caylus (Quélus) – Vorfahren siehe oben
  1. Bertrand II. de Lévis († 1421), Seigneur de Florensac (en partie), de Thorole, de Pomérols, de Poussan, de Lévis, de Gallardon (en partie) etc.; ⚭ (Dezember 1403) Gaillarde de Peyre, Tochter von Astorg, Sire de Peyre, et Gaillarde d’Apchier
    1. Philippe II. de Lévis (X Juli 1442), 1421 bezeugt, Seigneur de Florensac et de Lévis; ⚭ (1) vor 10. September 1432 Jeanne de Laudun, Tochter von NN de Laudun und Catherine de Roquefeuil; ⚭ (2) Isabeau de Poitiers, testiert 12. Mai 1482, 12. Januar 1486 und Apr 1498, Tochter von Louis de Poitiers, Seigneur Saint-Vallier (Haus Poitiers-Valentinois)
      1. (2) Jeanne de Lévis (* Ende 1442), Dame de Florensac et de Lévis, testiert 20. Oktober 1484 alter Stil; ⚭ (Ehevertrag 22. Juli 1452) Louis Bastet de Crussol, Sire de Crussol et de Beaudisner († 20. August 1473) (Haus Crussol)

    2. Eustache de Lévis († kurz nach 22. Oktober 1462), 1441/62 Bischof von Mirepoix, wegen Schwachsinns abgesetzt
    3. Elips de Lévis (* 1418/19), 1461 bezeugt; ⚭ (1) (Ehevertrag 15. Juli 1429) Philippe II. de Lévis, Seigneur de Mirepoix († 14. August 1442) (siehe oben); ⚭ (2) Bernard de Pierre-Perthuse, Seigneur de Rebolhet, 1461 bezeugt

  2. Philippe de Lévis († 25. Januar 1454), 1411 Domkantor zu Béziers und Bischof von Agde, 1415 Seigneur de Marly, de Magny-les-Essarts et d’Amblainvilliers, 1425 Erzbischof von Auch, tritt 1454 zurück
  3. Eustache de Lévis († vor 16. Oktober 1464), Seigneur de Villeneuve-la-Crémade, de Pourcayragnes, de Salvian, de La Penne, de Signalens, de Lignerolles et de Saint-Benoît, Seigneur de Caylus, Baron de Couzan, testiert 23. November 1459; ⚭ vor 3. Februar 1427 Alix Damas, Dame de Couzan († nach 16. Oktober 1464 und vor 1469), Tochter von Hugues, Baron de Couzan
    1. Philippe de Lévis (* 1435; † 11. November 1476), 1454 Erzbischof von Auch, 1463 Erzbischof von Arles, 1473 Kardinal
    2. Jean I. de Lévis († 1505 vor 20. Mai), 1467 bezeugt, Baron de Couzan et de Lugny, Seigneur de Marly, de Magny-les-Essarts et d’Amblainvilliers; ⚭ (1) Marie de Lavieu, Tochter von Jacques de Lavieu und Antoinette de Crussol; ⚭ (2) 1475 Louise de Bressolles († nach 8. Oktober 1533), Tochter von Antoine de Bressolles, Seneschall des Bourbonnais
      1. (1) Guillaume de Lévis († jung)
      2. (1) Gabriel de Lévis († 1535 nach 12. Oktober), 1499 bezeugt, Baron de Couzan, Grand Bailli von Forez; ⚭ 1525 Anne de Joyeuse († vor 8. Oktober 1533) Tochter von Louis de Joyeuse, Comte de Grandpré, und Jeanne de Bourbon
      3. (2) Jean de Lévis, Seigneurde Lugny et du Plessis, testiert 18. Oktober 1533; ⚭ (Ehevertrag 24. April 1515) Jeanne de Chalençon, Tochter von Guillaume, Seigneur de Rochebaron (Haus Chalencon), sie heiratete in zweiter Ehe vor dem 14. September 1541 Jean Damas, Baron de Digoine, 1541/99 bezeugt
        1. (2) Claude I. de Lévis, Seigneur de Lugny et du Plessis, testiert 18. Oktober 1533; ⚭ (Ehevertrag 9. Juni 1541) Héloise de Lettes des Prez de Montpezat († vor 1575), Tochter von Antoine de Lettes des Prez, Seigneur de Montpezat, Marschall von Fankeich, und Liette du Fou
          1. Hubert de Lévis († ermordet 1576 nach 25. Juni); ⚭ Marguerite de Rostaing (* 1556; † Oktober 1612), Tochter von Tristan de Rostaing, Grand maître et général réformateur des Eaux et Forêts de France, sie heiratete in zweiter Ehe Gilbert de Serpens, Seigneur de Gondras, und in dritter Ehe (Ehevertrag 15. Februar 1586) Pierre Baron de Folgeac et d’Aubusson, Seigneur de Sainte-Romain
          2. Jacques de Lévis († 5. April 1616), 1586 Baron de Couzan et de Lugny, Seigneur de Chalain-le-Comtal, de Curaize, de Champis, du Plessis etc.; ⚭ (1) (Ehevertrag 1584) Paule de Gasté († 1598), Tochter von Claude de Gasté, Seigneur de Lupé, und Françoise de Joyeuse, Witwe von NN de Narbonne, Seigneur de Capendu; ⚭ (2) (Ehevertrag 9. Februar 1603) Louise de Rivoire († 3. Mai 1651), Tochter von Rostaing de Rivoire, Seigneur de Saint-Palais et de La Barthe, und Gabrielle de La Barge, sie heiratete in zweiter Ehe NN Baron de La Chaille, 1641 bezeugt – Nachkommen siehe unten
          3. Jeanne de Lévis († vor 1618); ⚭ François de La Béraudière
          4. Louise de Lévis; ⚭ Jacques, Seigneur de La Brosse
          5. (unehelich, Mutter: Jacqueline de Courvie) Claude de Cousan, 1599 legitimiert

        2. (2) Marie de Lévis, 1536 bezeugt; ⚭ NN Seigneur de La Motte-Morlet

      4. Gui de Lévis († nach 1500), 1482 Seigneur de Marly, de Magny-les-Essarts etc.
      5. Eustache de Lévis, 1482 Seigneur de Curaize et de Chalain-le-Comtal, 1482/1513 Kantor zu Montbrison, 1513 Domherr zu Lyon, testiert 21. Januar 1527
      6. Christophe de Lévis, 1517 Domherr zu Lyon
      7. Jean Louis de Lévis, Seigneur de Nervieux; ⚭ Marguerite de Sainte-Colombe, Tochter von Guillaume de Sainte-Colombe, Seigneur de Saint-Priest, und Jeanne de Damas-Verpré
      8. Louise de Lévis; ⚭ (1) (Ehevertrag 15. Oktober 1493) Anne de Talaru, Seigneur de Chalmazelle; ⚭ (2) (Ehevertrag 16. Oktober 1495) Guillaume de Talaru, Seigneur de Nouailly-La Ferrière et de Talaru
      9. Antoinette de Lévis, 1494 bezeugt

    3. Eustache de Lévis († 22. April 1489), Abt von Mantomajour, 1468 Domherr zu Lyon, 1476 Erzbischof von Arles
    4. Gui de Lévis, Baron de Caylus et de La Penne, Seigneur de Villeneuve-la-Crémade, Co-Seigneur de Florensac et d’Olargues, 1456/60 Seigneur de Marly, de Magny-les-Essarts et d’Amblainvilliers (testiert 2. März 1508); ⚭ (Ehevertrag 15. Februar 1475) Marguerite de Cardaillac, Dame de Varaire et de Privezac, testiert 4. August 1520, Tochter von Guillaume de Cardaillac, Seigneur de Varaire, und Marguerite de Narbonne – Nachkommen siehe unten
    5. Jean de Lévis († nach 1460), Benediktiner in Lyon
    6. Marie de Lévis; ⚭ (Ehevertrag 29. März 1441) Guillaume Rollin, Seigneur d’Oricourt etc. († 15. Mai 1488)
    7. Marguerite de Lévis; ⚭ (1) (Ehevertrag 5. September 1471) Guillaume d’Albon, Seigneur de Saint-Forgeux († 1474); ⚭ (2) Charles de la Queuille, 1500 bezeugt
    8. Charlotte de Lévis († zwischen 3. November 1500 und 19. November 1506); ⚭ (Ehevertrag 14. Februar 1454) Jean IV. de Lévis, Seigneur de Mirepoix († zwischen 29. März 1491 und 19. September 1492) (siehe oben)
    9. Catherine de Lévis; ⚭ Jean de Pérusse d’Escars, Seigneur de Saint-Bonnet
    10. Isabelle de Lévis; ⚭ 1496 Bernard d’Alègre, Baron de Puysagut, Seigneurde Busset
    11. Anne (Agnès) de Lévis, Dame d’Arciat
    12. Jeanne de Lévis, Dame de Saint-Bonnet

### Die Barons de Lugny
1. Jacques de Lévis († 5. April 1616), 1586 Baron de Couzan et de Lugny, Seigneur de Chalain-le-Comtal, de Curaize, de Champis, du Plessis etc.; ⚭ (1) (Ehevertrag 1584) Paule de Gasté († 1598), Tochter von Claude de Gasté, Seigneur de Lupé, und Françoise de Joyeuse, Witwe von NN de Narbonne, Seigneur de Capendu; ⚭ (2) (Ehevertrag 9. Februar 1603) Louise de Rivoire († 3. Mai 1651), Tochter von Rostaing de Rivoire, Seigneur de Saint-Palais et de La Barthe, und Gabrielle de La Barge, sie heiratete in zweiter Ehe NN Baron de La Chaille, 1641 bezeugt – Vorfahren siehe oben
  1. (1) Gaspard de Lévis († 1622), 1619 Baron de Couzan et de Lugny
  2. (1) Marguerite de Lévis; ⚭ Louis, Baron et Marquis de Saint-Priest
  3. (2) Balthasar de Lévis (* 28. Oktober 1604; † 24. Februar 1628), 1622 Baron de Lugny, Seigneur du Plessis
  4. (2) Claude II. de Lévis (* 28. August 1606; † 11. Mai 1679), 1628 Baron de Lugny, Seigneur de Vougy, de Plessis, de Marly, de Savigny, de Chalain-le-Comtal et de Curaize; ⚭ 24. November 1638 Anne de Chamlezy (* 1620/21; † 17. April 1701), Tochter von Pontus de Chamlezy, Baron de Pluvault, und Jeanne de Pontailler
    1. Jacques Pontus de Lévis (* 13. Mai 1643; † zwischen 27. September 1717 und 10. Juli 1723), Marquis de Lugny, Baron de Vougy et du Plessis; ⚭ (Ehevertrag 7. Februar 1690) Françoise de Saint-Georges, Tochter von Marc Antoine, Comte de Saint-Georges et du Monteceaux, und Gabrielle d’Amauzé-Choffailles
      1. Hector de Lévis (* 18. Juni 1696; † vor 1738), 1716 Domherr zu Lyon
      2. Marc Antoine I. de Lévis (* 5. August 1697; † 31. Januar 1766), Marquis de Lévis, Baron de Lugny, Seigneur de Hautefond, de Chenizay, du Plessis etc.; ⚭ 16. Februar 1733 Marie Françoise de Gélas de Lébéron, Dame d’Upie, Tochter von François Joseph de Gélas de Lébéron, Comte du Passage, Seigneur d’Upie etc. und Françoise Louise Thérèse de Gélas de Voisins d’Ambres
        1. Marie de Lévis (* 16. August 1734); ⚭ (1) (Ehevertrag 22. Januar 1756) Philippe Christophe Arnateur de Galliffet, Baron de Dampierre († 12. August 1759); ⚭ (2) (Ehevertrag 28. Oktober 1766) Jacques Hyacinthe, Vicomte de Sarsfield
        2. Marc Antoine II. de Lévis (* 7. Februar 1739; † guillotiniert 4. Mai 1794), Comte de Lévis, Baron de Lugny, Maréchal de camp; ⚭ 1. Dezember 1762 Louise Madeleine Grimod-de-La-Reynière (* 11. November 1744; † 11. Januar 1776)
          1. Charles Gabriel Louis Gui de Lévis (* 19. September 1766; † 27. August 1768)
          2. Antoine Louis de Lévis (* 12. Dezember 1767; † ertrunken 28. Juli 1808), Comte de Lévis-Lugny
          3. Antoinette Madeleine de Lévis (* 14. Juli 1765; † 18. August 1833), bis 1793 Dame de Clichy-la-Garenne, de Courcelles, de Monceau et de Liaucourt; ⚭ (1) 23. April 1782, geschieden im Oktober 1793, Gui Henri Joseph Thérèse de Lévis, Marquis de Gaudiès, Pair de France († 14. August 1828) (siehe oben); ⚭ (2) Louis Audeoud

        3. Daniel François de Lévis († klein)

      3. René Antoine de Lévis (* 26. April 1699; † 1729), 1718 Domherr zu Lyon
      4. Marguerite Claude de Lévis
      5. Claude (~ 24. Juni 1703)
      6. Marie (~ 20. November 1707)
      7. Gabrielle, geistlich zu Saint-Pierre de Lyon
      8. Marguerite, 1745 Äbtissin von Saint-Amans de Rouen

    2. Jeanne Gilbert (* 20. Juli 1647; † nach 11. Mai 1701)
    3. Gilberte Françoise (* 17. Oktober 1648; † 27. März 1649)
    4. François Gilbert (* 23. Februar 1650)
    5. Françoise (* 27. November 1651)
    6. Jean François (* 1. Januar 1653; † 2. April 1659)
    7. Claude (* 13. Januar 1655; † 21. April 1660)
    8. Charles César (* 13. Januar 1655), Malteserordensritter, Pater zu Saint-Rambert, testiert 17. Januar 1729
    9. Sohn (*/† 1. April 1656)
    10. Claude (* (29.) Februar 1658), 28. März 1661 bezeugt

  5. (2) Antoine de Lévis († vor 2. August 1634
  6. (2) Louis de Lévis († klein)
  7. (2) Antoinette de Lévis (* 31. Mai 1611)
  8. (2) Claude Gabriel de Lévis (* 29. Dezember 1614; † nach 14. Februar 1631)
  9. (2) Claude Gabriel postumus (* 15. April 1616)

### Die Comtes de Caylus/Quélus
1. Gui de Lévis, Baron de Caylus et de La Penne, Seigneur de Villeneuve-la-Crémade, Co-Seigneur de Florensac et d’Olargues, 1456/60 Seigneur de Marly, de Magny-les-Essarts et d’Amblainvilliers (testiert 2. März 1508); ⚭ (Ehevertrag 15. Februar 1475) Marguerite de Cardaillac, Dame de Varaire et de Privezac, testiert 4. August 1520, Tochter von Guillaume de Cardaillac, Seigneur de Varaire, und Marguerite de Narbonne – Vorfahren siehe oben
  1. Guillaume de Lévis († zwischen 29. September und 13. Dezember 1524), Baron de Quélus, Seigneur de Varaire, de Privezac, de Villeneuve-la-Crémade, de La Penne, de Florensac (en partie); ⚭ Marguerite d'Amboise († nach 29. Juni 1531), Tochter von Hugues d'Amboise, Seigneur d'Aubijoux (Haus Amboise)
    1. Jean de Lévis († 1536), Baron de Caylus; ⚭ Balthasarde de Lettes des Pres de Montpezat, Tochter von Antoine de Lettes, Marquis de Montpezat, Marschall von Frankreich, und Liette du Fou, sie heiratete in zweiter Ehe (Ehevertrag 1. November 1536) Antoine de Lévis, Baron de Caylus, ihren Schwager
    2. Antoine de Lévis († ermordet 6. April 1586), Baron de Cylus etc., September 1574 Comte de Caylus, Seneschall von Rouergue, 1581 Ritter im Orden vom Heiligen Geist; ⚭ (1) (Ehevertrag 1. November 1536) Balthasarde de Lettes des Pres de Montpezat, Tochter von Antoine de Lettes, Marquis de Montpezat, Marschall von Frankreich, und Liette du Fou, Witwe seines Bruders; ⚭ (2) Suzanne d’Estissac, Tochter von Louis Baron d’Estissac und Anne de Daillon, Witwe von Jacques de Balaguier, Seigneur de Balaguier et de Montsalès
      1. (1) Jacques de Lévis (* 1553/54;† 29. Mai 1578 im Duell), genannt Comte de Caylus, siehe Duell der Mignons
      2. (1) Melchior de Lévis († 2. November 1579), Abt von Figeac
      3. (1) Jean de Lévis († 30. Mai 1643), bis 1623 Abt von Loc-Dieu
      4. (1) Marguerite de Lévis († vor 3. Februar 1617), 1603 Dame de La Penne, de Signalens et de Saint-Benoît, testiert 19. Juli 1616; ⚭ (Ehevertrag 15. Dezember 1575) Hector de Cardaillac († 1598)
      5. (1) Jeanne de Lévis († 12. Oktober 1630), Dame de Caylus, de Privezac, de Montlaur et (bis 1611) d’Olargues (en partie); ⚭ (Ehevertrag 16. Januar 1575) Jean Claude de Pestels, Seigneur de Pestels, et de Salers († vor 28. März 1624)
      6. (1) Anne de Lévis, 1603 Dame de Bornac, de Varaire, de Boissaisson et de Murat; ⚭ (Ehevertrag 10. April 1577) Jean de Castelpers, Baron de Panat, Vicomte de Peyrebrune († 10. März 1598)
      7. (2) Jacques de Lévis (* 1573/74; † 6. August 1586), 1568 2. Comte de Caylus

    3. Jacques de Lévis († vor 1524)
    4. Marguerite de Lévis († zwischen 1. Juli und 12. September 1603), Dame de Villeneuve-la-Crémade, de Salvian, de Pourcairagues et de Montredon; ⚭ (Ehevertrag 31. Januar 1548) Antoine d'Arpajon, Baron de Lers, testiert 4. September 1558

  2. Catherine de Lévis, 1508/20 bezeugt; ⚭ Pierre de Cardaillac, Co-Seigneur de Cardaillac
  3. Marguerite de Lévis, 1505/20 bezeugt; ⚭ (Ehevertrag 3. September 1505) Gaston de Lomagne, Seigneur de Claux, de Bressols et de Campsas
  4. Jeanne de Lévis († nach 7. Februar 1578), 1508 bezeugt; ⚭ Antoine Hébrard, Seigneur de Saint-Sulpice
  5. Madeleine de Lévis († vor 1520), 1508 bezeugt; ⚭ (Ehevertrag 1512) François de Mostuéjouls